# Imperiale e regio esercito
L'imperiale e regio esercito era l'esercito comune dell'Impero austro-ungarico. Era detto in tedesco kaiserliche und königliche Armee (abbreviato in k.u.k. Armee) e in ungherese Császári és királyi hadsereg.
L'imperiale e regio esercito fu costituito a seguito del compromesso del 15 marzo 1867 (Ausgleich), che suddivise in due realtà statali autonome i territori della corona d'Austria (Cisleitania) e quelli del Regno d'Ungheria (Transleitania). I due stati erano riuniti sotto la figura del capo dello Stato, imperatore d'Austria e re d'Ungheria, Francesco Giuseppe (1830-1916), il quale nella seconda metà del XIX secolo dedicò grandi attenzioni alle forze armate e le riorganizzò profondamente, per farne un apparato militare moderno e dotato di un'industria bellica all'avanguardia per i tempi.

## Le origini e il nome
Era detto anche esercito comune, per distinguerlo dall'Esercito ungherese e dall'Esercito austriaco che assieme ad esso costituivano il complesso delle forze armate terrestri (k.u.k. Landstreitkraefte) della duplice monarchia asburgica). In tempo di pace, era detto Heer ("Esercito") mentre a seguito di una mobilitazione di guerra il termine ufficiale diveniva Armee (lett.: "Armata") anche se le stesse istituzioni militari imperiali e regie usavano molto più di frequente il termine Armee.
L'Impero Austroungarico non possedeva un esercito, ma tre: al tradizionale Esercito comune, nel 1867 venne infatti affiancato l'esercito nazionale reale ungherese (Magyar királyi honvédség), come una delle misure previste dal Compromesso che intendeva soddisfare le istanze di autonomia ungheresi. A capo dell'esercito ungherese, che reclutava le sue truppe solamente nei confini del Regno d'Ungheria ed aveva strutture logistiche e organizzative sue proprie, vi era ovviamente l'Imperatore in quanto Re d'Ungheria. Successivamente anche all'altra entità nazionale della Duplice Monarchia, ossia l'Impero d'Austria, venne concesso uguale diritto: nacque così la terza forza armata dell'Impero, la kaiserlich königliche Landwehr (Difesa Territoriale Imperialregia). Anch'essa reclutava i propri uomini solo entro i confini dell'Austria ed aveva un proprio assetto organizzativo, logistico e amministrativo.
Qui è descritta solo la struttura e la storia dell'Esercito comune, che pur avendo gli stessi regolamenti delle altre forze armate nazionali (Honvéd e Landwehr) si differenziava in alcuni aspetti, sia per il reclutamento (su base federale anziché locale) che per l'organizzazione, soprattutto per ragioni di tradizione storica.
Nel primo conflitto mondiale (1914-1918) i cruentissimi scontri con le armate della Russia misero in crisi l'esercito imperiale e regio asburgico, che risentì molto di tattiche antiquate e scarso coordinamento tra le varie Armi.
Malgrado le scarse risorse industriali dell'impero austroungarico, questa istituzione resse con tenacia ed efficienza la prova bellica, dando segni di sfaldamento solo dopo la sconfitta di Vittorio Veneto che portò al collasso politico dello stato asburgico, a cui costituì senza dubbio una delle colonne portanti. L'imperiale e regio Esercito, così come la Landwehr e la Honvéd, fu sciolto nel 1918 dall'imperatore Carlo alla fine della prima guerra mondiale, liberando i componenti dal rispetto del giuramento di fedeltà prestato al sovrano.

## Storia

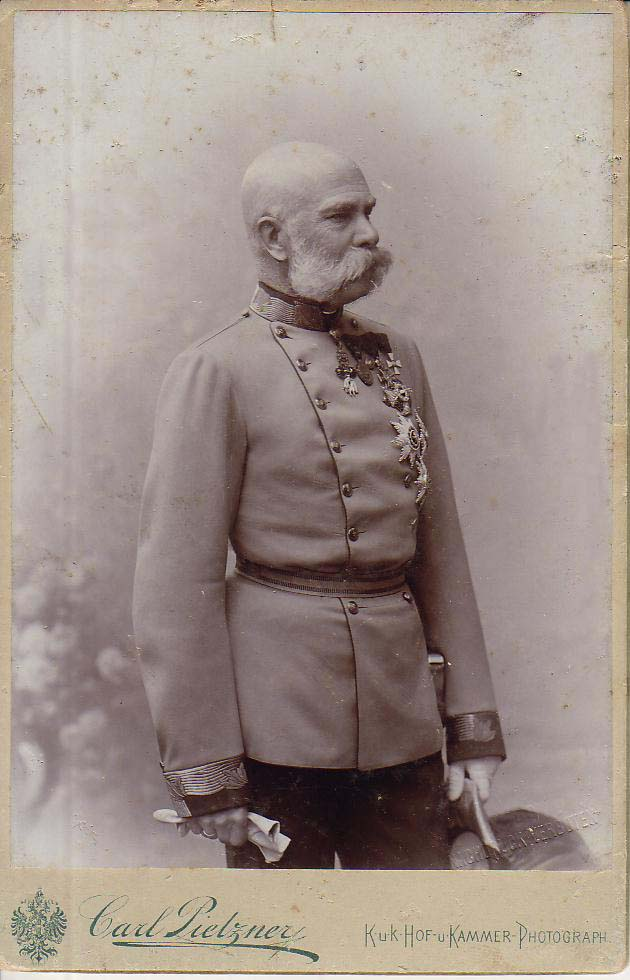
Supremo comandante delle Forze armate era l'imperatore Francesco Giuseppe I d'Austria, (1830-1916) qui ritratto nel 1885, fu il creatore dell'imperiale e regio esercito e ne plasmò personalmente le caratteristiche.

### Origini
L'Esercito imperiale austriaco venne costituito nel 1809, alla caduta del Sacro Romano Impero (retto dalla Casa d'Asburgo sin dal XV secolo) per opera di Napoleone e che divenne pertanto semplicemente, Impero d'Austria (Kaisertum Oesterreich). In conseguenza di ciò, nel 1809 l'esercito imperiale cambiò denominazione in Esercito Imperial Regio (kaiserliche koenigliche Armee, o k.k. Armee), ereditando però struttura, organizzazione, tradizioni dall'antico apparato militare precedente.

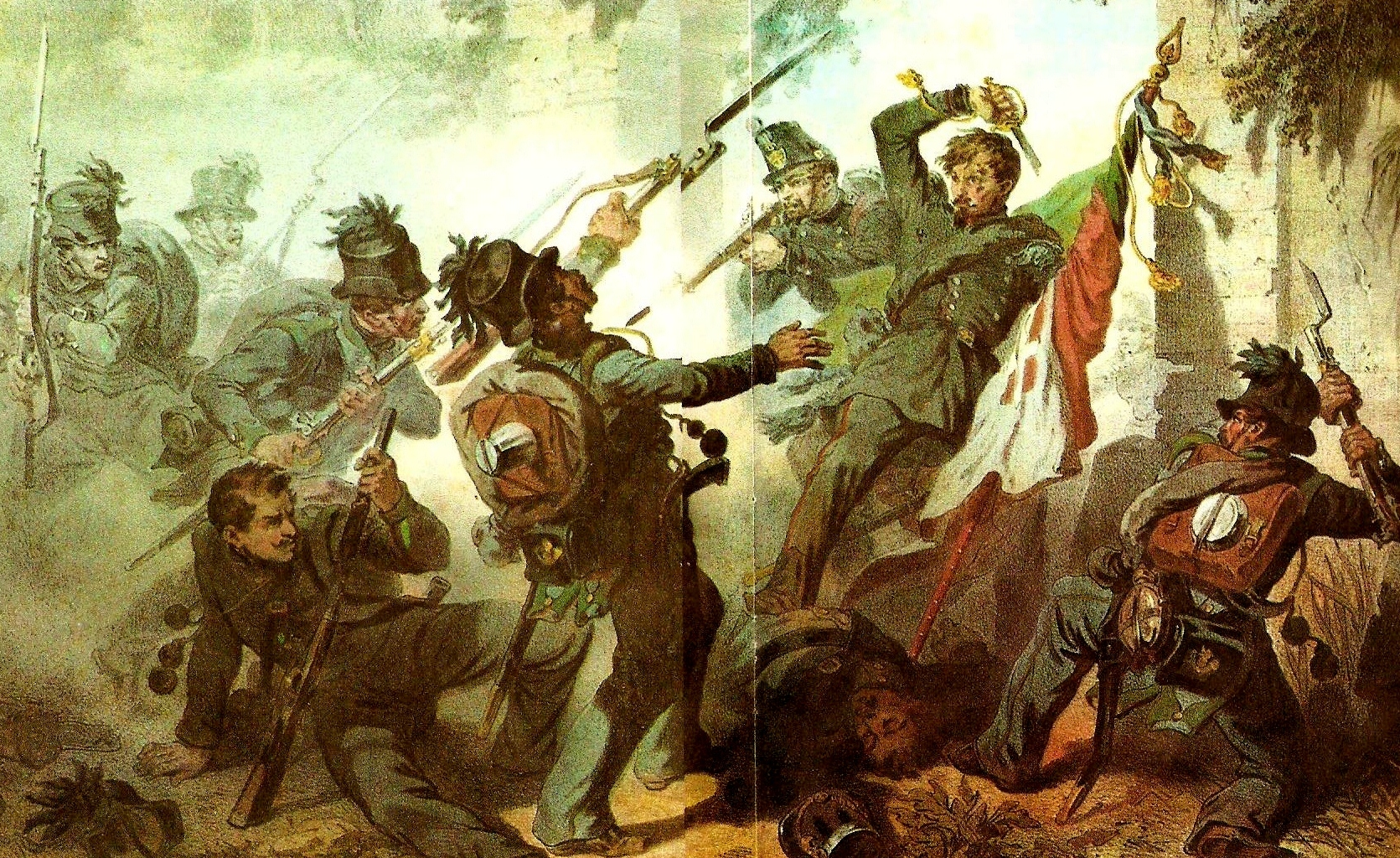
Battaglia di Novara: scontri tra piemontesi e Feldjaeger alla Bicocca.

Fin dall'inizio della sua carriera, l'Esercito imperiale venne massicciamente coinvolto nella storia d'Europa: la fragile tregua con la Francia del 1809 si ruppe già nel 1813, quando l'esercito austriaco partecipò prima alla campagna di Lipsia e, poi, all'occupazione della Francia (1814).

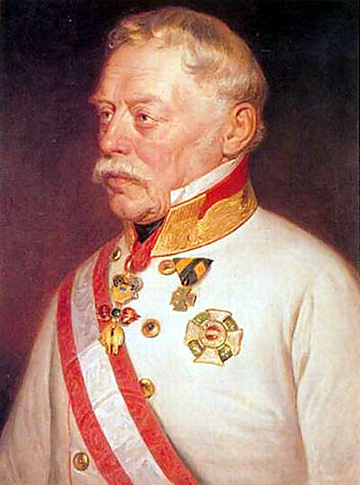
Il feldmaresciallo Josef Radetzky, conte di Radetz (1766-1858), comandante del vecchio esercito imperiale durante la 1a Guerra d'indipendenza italiana (1848-1849).

Partecipò alle campagne in Italia contro il Piemonte del 1848-49 (prima guerra d'indipendenza italiana), in cui sconfisse le forze del Regno di Sardegna a Novara. Nel 1859 fu impegnato durante la seconda guerra d'indipendenza, che lo vide sconfitto dagli alleati Franco-Piemontesi. L'ultima campagna fu quella del 1866 (terza guerra d'indipendenza) nella quale bloccò a Custoza l'offensiva del neonato Regio Esercito italiano ma venne a sua volta battuto dall'esercito prussiano a Sadowa, costringendo così l'Austria a cedere il Veneto al Regno d'Italia.

### Le riforme del 1866/67
La sconfitta contro la Prussia causò un vivo trauma nella società e nell'opinione pubblica austriaca, ed in particolare negli ambienti militari asburgici, che si resero conto di quanto le orgogliose forze armate dell'Impero fossero rimaste arretrate tecnologicamente rispetto alle più recenti innovazioni militari prussiane e francesi. I fucili Dreyse a retrocarica dei prussiani e la loro eccellente artiglieria in acciaio avevano definitivamente condannato al museo le armi ad avancarica e i cannoni di bronzo degli austriaci.
L'esercito imperiale austriaco era sempre stato ottimamente addestrato e organizzato, e aveva un Corpo ufficiali tra i più professionali del mondo, ma occorrevano anche armi moderne e tattiche nuove: un'apposita commissione militare intraprese perciò delle profonde riforme, cominciando con l'abolire le assurde uniformi bianche, risalenti al '700 e che erano sempre state una caratteristica dell'esercito austriaco, con delle meno appariscenti uniformi blu. Poco dopo (1868) vennero anche spediti ai depositi i fucili Lorenz mod. 1854 che, pur essendo di recente adozione, erano concettualmente superati, e sostituiti con il fucile Werndl mod. 67 a retrocarica. Cosa ancora più importante, la fabbrica di armi di Josef Werndl, ideatore dell'arma, divenne la Österreichische Waffenfabriksgesellschaft con sede a Steyr e posta sotto il controllo dello Stato.

### La ripartizione delle forze armate

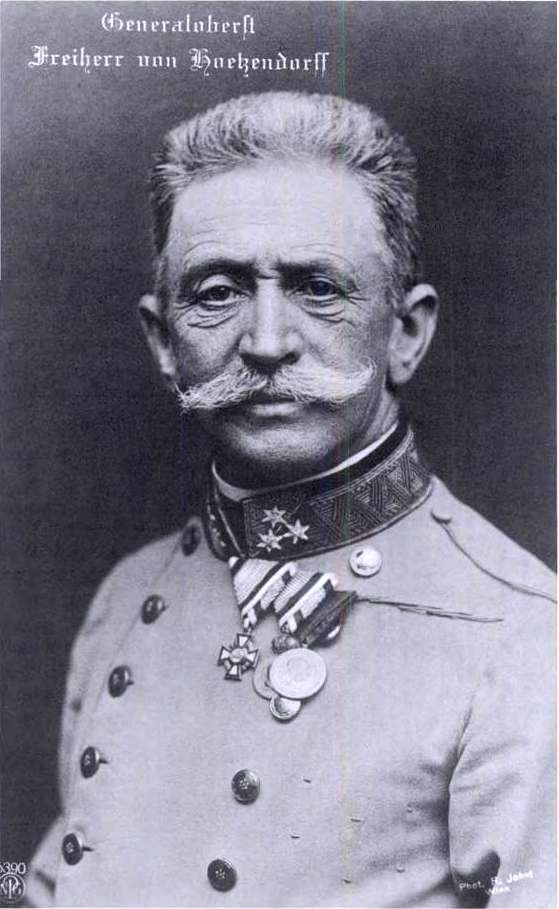
Il capo di stato maggiore delle forze armate austro-ungariche durante la Prima Guerra Mondiale, feldmaresciallo barone Franz Conrad von Hötzendorf.

Per soddisfare le pressanti richieste di autonomia degli ungheresi, l'Imperatore Francesco Giuseppe I varò il celebre Ausgleich (Compromesso), che, promulgato il 15 marzo 1867, trasformava l'Impero in una Duplice Monarchia costituita dall'Impero d'Austria e dal Regno d'Ungheria. Le due metà confinavano geograficamente in corrispondenza del fiume Leita, cosa da cui derivano i nomi di "Cisleitania" e "Transleitania", usati all'epoca come sinonimo di Austria e Ungheria.
All'Ungheria vennero accordate ampie autonomie, rendendola uno Stato nominalmente separato, con parlamento, governo, leggi, finanze e forze armate proprie (Magyar királyi honvédség), gestite ed amministrate da un apposito ministero della difesa magiaro (m.k. Honvédelmi Miniszsterium). In comune ai due Stati restavano il capo dello Stato (Francesco Giuseppe I), la valuta (Corona austro-ungarica), la Difesa, gli Esteri e le Finanze.
Nel 1868, le concessioni fatte all'Ungheria vennero estese anche all'Impero d'Austria, che ebbe così anch'essa un parlamento, un governo, e un esercito (Landwehr) amministrato dal ministero nazionale della difesa austriaco (k.k. Oesterreichisches Ministerium fuer die Landesverteidigung). L'Esercito Imperiale venne mantenuto in servizio mutando denominazione in "Imperiale e regio Esercito", per distinguerlo dalle altre due forze armate e sottolineare il fatto che traeva il suo personale, sia professionale che di leva, da tutto il territorio dell'Impero e da tutte le nazionalità in esso comprese. La ferma militare per i giovani in età di leva venne fissata in 3 anni; il servizio militare poteva essere prestato sia nella Landwehr (o Honvéd), sia nell'Esercito imperiale e regio, secondo quanto stabilito da un apposito sorteggio. L'imperiale e regio Esercito dipendeva amministrativamente dall'Imperiale e Regio Ministero per la Guerra (k.u.k. Kriegsministerium)
Figura di primo piano nello sviluppo e ammodernamento dell'imperiale e regio Esercito fu l'Imperatore. Francesco Giuseppe I considerava le forze armate una proprietà di famiglia, e sotto il suo regno (durato ben 68 anni) le forze armate erano state oggetto di grande attenzione: l'Imperatore si occupò personalmente dell'industria degli armamenti, della conservazione delle tradizioni e del retaggio dell'Armata Austriaca, aumentando ulteriormente il già notevole prestigio dell'istituzione militare.

### La prima guerra mondiale
Le prime operazioni della Grande Guerra, iniziate con la mobilitazione dell'Esercito imperial regio unitamente alla Landwehr e alla Honvéd, videro le forze armate austro-ungariche dominare la situazione sul fronte serbo, dove la disparità di forze risolse rapidamente a favore dell'Austria le operazioni. Lo sconfitto esercito serbo, compreso il comandante in capo Radomir Putnik, affrontò una penosa ritirata attraverso la Bosnia venendo poi tratto in salvo in Montenegro dalla Regia Marina italiana nel 1916. Sul fronte russo, invece (teatro d'operazione che assorbì il 70% delle forze militari austro-ungariche) le truppe austro-ungariche furono presto in difficoltà. Le colossali armate russe, l'enormità degli spazi e lo scarso spirito combattivo di alcune nazionalità dell'impero trasformarono ben presto quella che era stata annunciata come una marcia trionfale in un sanguinoso scontro di attrito tra i belligeranti. In tarda estate cadde Przemyśl, principale caposaldo austro-ungarico in Galizia; sempre in Galizia, in autunno gli austriaci vennero duramente battuti da una formidabile controffensiva russa, a cui si aggiunsero le piogge e le nevicate a immobilizzare il fronte orientale.
Vennero perciò a galla i principali punti deboli dell'esercito austro-ungarico: se le truppe e i comandanti si erano comportati con valore e competenza, le tattiche di combattimento anacronistiche e inadeguate avevano trasformato le battaglie di movimento in colossali scontri frontali tra armate che costarono all'Austria-Ungheria terribili perdite (il 50% del personale di lunga ferma in servizio nel 1914) senza apprezzabili risultati. Inoltre, le controffensive russe misero a dura prova le truppe imperiali che non avevano né la flessibilità operativa né la potenza di fuoco degli alleati Tedeschi. Emersero poi subito le difficoltà di rifornimento e di trasporto che afflissero le forze armate austro-ungariche per tutta la durata della guerra.

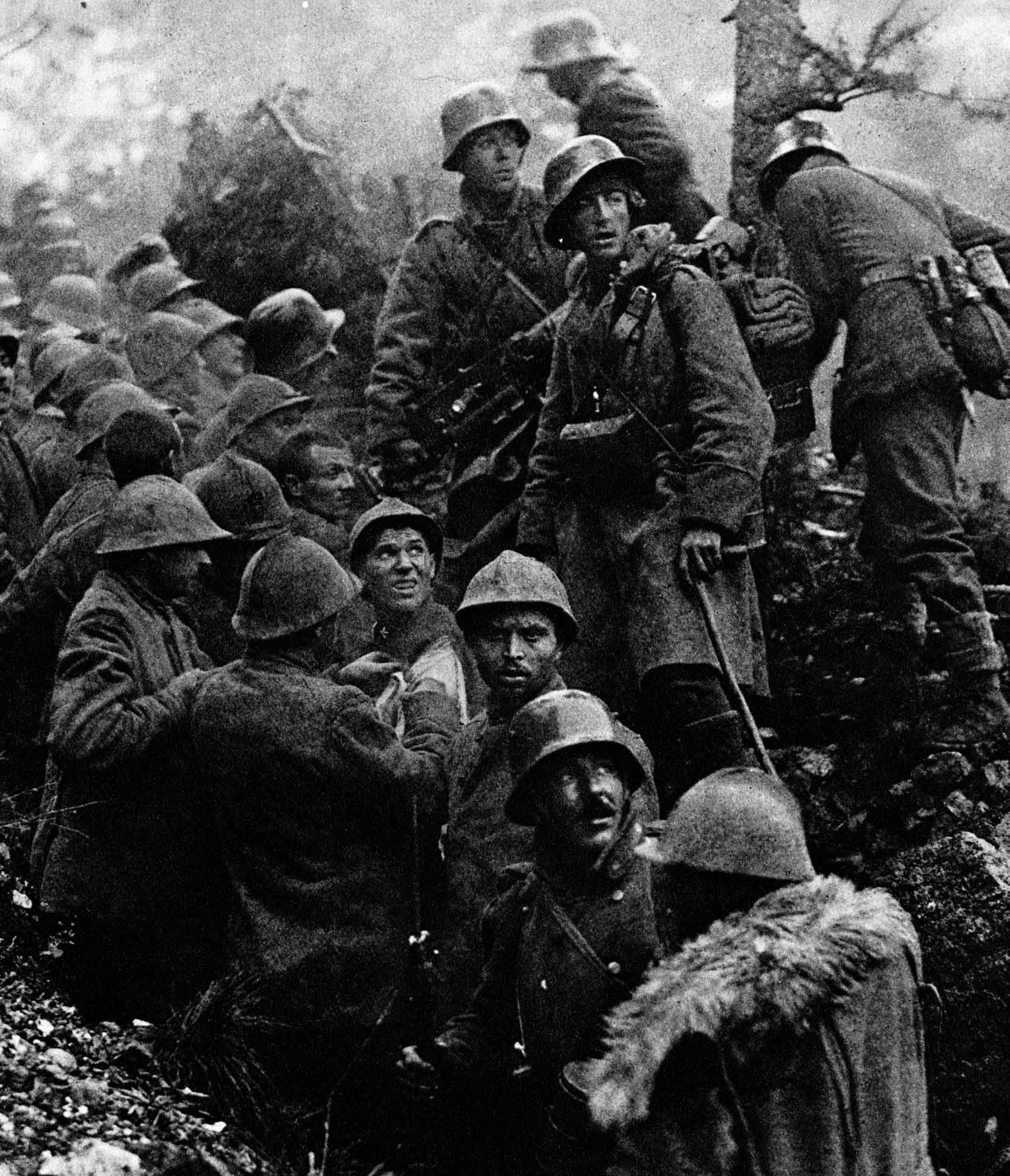
Prime fasi dell'offensiva di Caporetto dell'ottobre 1917: soldati tedeschi scortano nelle retrovie dei prigionieri italiani.

A ciò si aggiunsero l'impreparazione alle bassissime temperature invernali che flagellarono il fronte orientale, l'enorme quantità di risorse e materiali necessarie per mantenere l'esercito in un fronte tanto esteso, a cui l'economia nazionale dell'Impero non riuscì mai a far fronte completamente, e la mobilitazione di grandi masse di uomini che misero in crisi fin dall'inizio l'Intendenza militare asburgica. Il Comando Supremo imperiale e regio (k.u.k. Allerhochster Oberbefehl) da cui dipendeva direttamente lo stato maggiore delle Forze armate (Armee Ober Kommando, o AOK), per far fronte a una crisi potenzialmente fatale, dovette rivedere profondamente le sue procedure tattiche e logistiche.
Nel 1915, l'entrata in guerra dell'Italia vide l'Esercito imperial regio schierarsi anche sul fronte dell'Isonzo e del Trentino, a fianco dei Reggimenti della Landwehr austriaca. Per più di due anni le truppe austro-ungariche riuscirono con pieno successo a contenere le furiose offensive scatenate dal generale Luigi Cadorna e che costarono carissime all'esercito italiano. In particolare sul fronte del Trentino e delle Dolomiti, gli Austro-ungarici seppero condurre un'abile guerra di posizione che inchiodò gli italiani attaccanti alle posizioni di partenza. Nel 1916, il Capo di stato maggiore austro-ungarico, Franz Conrad von Hoetzendorf, sferrò in Trentino una potente offensiva denominata Strafexpedition ("spedizione punitiva"). Vennero introdotte nuove tattiche di combattimento, già sperimentate sul fronte orientale e sviluppate dai Tedeschi: infiltrazione, ricognizioni offensive, ricognizioni aeree, fuoco di artiglieria controllato e concentrato, ecc. L'offensiva giunse vicinissima a sfondare il fronte e gli Italiani riuscirono ad arginarla solo con gravi difficoltà.
Nel 1917 la Russia uscì dal conflitto. Ciò non significò la fine delle operazioni sul fronte orientale, poiché le forze armate austroungariche continuarono a combattere contro la Romania, la guerriglia serba e i contingenti Alleati in Macedonia e Bulgaria. Però, l'armistizio con la Russia zarista rese disponibili all'Alto Comando austroungarico una grande quantità di uomini e materiali che vennero prontamente rivolti verso l'Italia.

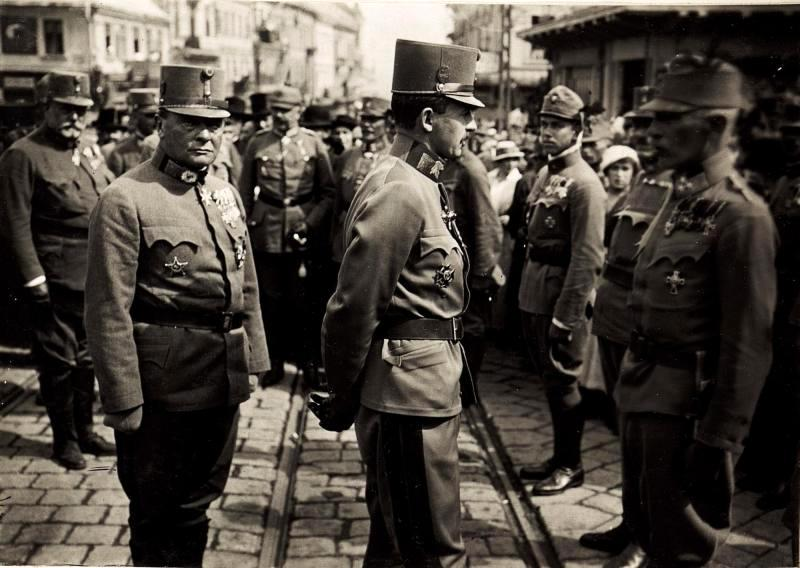
L'Imperatore Carlo I in visita alle truppe, nel 1917. Appena salito al trono, nel novembre 1916, il trentenne imperatore si dedicò intermante al suo ruolo di comandante in capo delle armate austroungariche e si recò in visita al fronte ed alle truppe pressoché incessantemente.

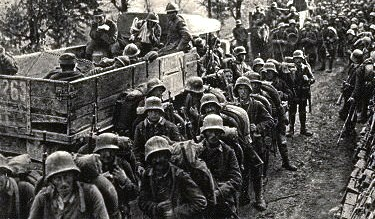
Militari tedeschi sul fronte italiano nel 1917. Le agguerrite divisioni germaniche contribuirono moltissimo alla riuscita dell'offensiva di Caporetto, ma vennero ritirate pochi mesi dopo per partecipare all'offensiva di primavera (Kaiserschlacht) sul fronte francese.

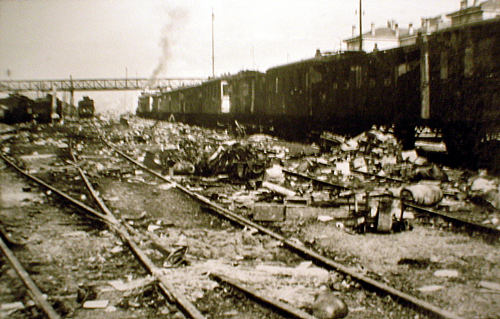
La stazione ferroviaria di Trento il 4 novembre 1918, uno degli ultimi treni a riportare in patria i soldati austriaci. La città venne occupata dalle truppe Italiane poche ore dopo ed i rimanenti soldati dell'esercito austro-ungarico vennero fatti prigionieri.

Il 24 ottobre 1917, dopo un'accuratissima preparazione e l'arrivo di importanti rinforzi germanici, le armate austroungariche lanciarono una poderosa offensiva sul fronte dell'Isonzo che aprì una grande falla nella Conca di Plezzo, nel settore di Caporetto. L'esercito italiano andò in pezzi: gli Austro-Tedeschi dilagarono fino al Piave, catturando 300.000 prigionieri, oltre a un immenso bottino di armi e materiali. Fu il canto del cigno delle imperiali e regie armate: non c'erano ormai più le riserve e le scorte necessarie per sfruttare la clamorosa vittoria e ripianare le perdite che erano state comunque pesanti. La linea del Piave cristallizzò le operazioni militari fino a primavera e nel giugno del 1918, nonostante le divisioni germaniche (le più efficienti) fossero state ormai richiamate sul fronte occidentale, lo Stato Maggiore austroungarico tentò un'ultima disperata offensiva sul Montello e sul Piave, con attacchi diversivi in Trentino (Operazione Valanga). Ma mentre gli Italiani si erano ormai pienamente ripresi, assistiti da imponenti forniture belliche, gli Austro-ungarici soffrivano terribilmente del blocco economico degli Alleati che isolava l'Impero dall'esterno.
L'economia dell'Impero Austro-ungarico non era all'altezza di quella dell'Impero Germanico: florida in tempo di pace, era stata messa in ginocchio dallo sforzo bellico e dall'embargo operato dagli Alleati. Le armate asburgiche non erano nemmeno più in grado di assicurare il rancio ai propri uomini. In queste condizioni, nonostante alcuni brillanti successi locali e i disperati sforzi, le offensive austro-ungariche fallirono tutte e da allora l'imperiale e regio Esercito, assieme ai reparti Landwehr e Honvéd, condusse una battaglia di retroguardia in condizioni sempre più disperate per la penuria anche dei generi più elementari (alle reclute che giungevano ai depositi nel 1918 venivano spesso consegnate uniformi tolte a cadaveri). Quando le condizioni delle armate austroungariche non furono più sostenibili, a causa anche della disgregazione politica dell'Impero (il 31 ottobre 1918 l'Ungheria aveva dichiarato la secessione e ritirato le proprie truppe) e dei continui ammutinamenti causati dalla fame che attanagliava l'intero esercito, venne stipulato l'armistizio con l'Italia del 3 novembre 1918 che entrò in vigore il giorno successivo. L'ufficiale austriaco Fritz Weber, nel suo Tappe di una disfatta, ha lasciato una memorabile descrizione dello sfacelo che subito dopo dissolse le armate austro-ungariche mettendo fine alla storia millenaria della più antica istituzione militare del mondo.

#### Ordine di battaglia nella prima guerra mondiale
Nel 1914, l'imperiale e regio esercito era articolato su 16 Distretti militari che riunivano complessivamente 49 divisioni di fanteria (con solitamente 2 brigate ciascuna) e altrettante brigate di artiglieria, più un numero di brigate di cavalleria tra 1 e 2 per Distretto. In caso di mobilitazione, ciascun Distretto mobilitava le forze in servizio e in congedo nel suo territorio, e formava un Corpo d'Armata che, così mobilitato, veniva inviato al fronte autonomamente, secondo piani prestabiliti.

### Conclusione
L'Imperiale e regio Esercito riuscì, nel primo conflitto mondiale, a cogliere importanti successi, sviluppando - anche sulle esperienze dell'alleato tedesco - tattiche innovative (come l'impiego delle Stoßtrupp) e introducendo nuovi armamenti. La professionalità degli ufficiali si mantenne molto elevata per tutta la durata del conflitto, anche quando il livello dei militari di truppa calò drasticamente a causa della massiccia mobilitazione e della leva in massa del 1917, e questo contribuì più di ogni altra cosa a prolungare la resistenza austro-ungarica
Si è molto discusso anche dell'infedeltà dei reggimenti boemi e cechi dell'Esercito imperiale e regio: è certamente vero che vi furono episodi anche clamorosi (il 15 giugno 1915 il 36º Reggimento Imperiale e Regio, di stanza a Praga e di nazionalità ceca, passò in blocco dalla parte dei Russi) e che gli Italiani riuscirono a costituire una Legione Cecoslovacca con i disertori Cechi e Slovacchi, ma nel complesso la multietnicità dell'esercito non costituì un motivo di crisi, se non alla fine del 1918 quando lo sfaldamento dell'Impero era stato già messo in moto dalla fame e dalla penuria di tutto, conseguenze del blocco economico che attanagliava la Monarchia Austroungarica.

## Struttura e organizzazione

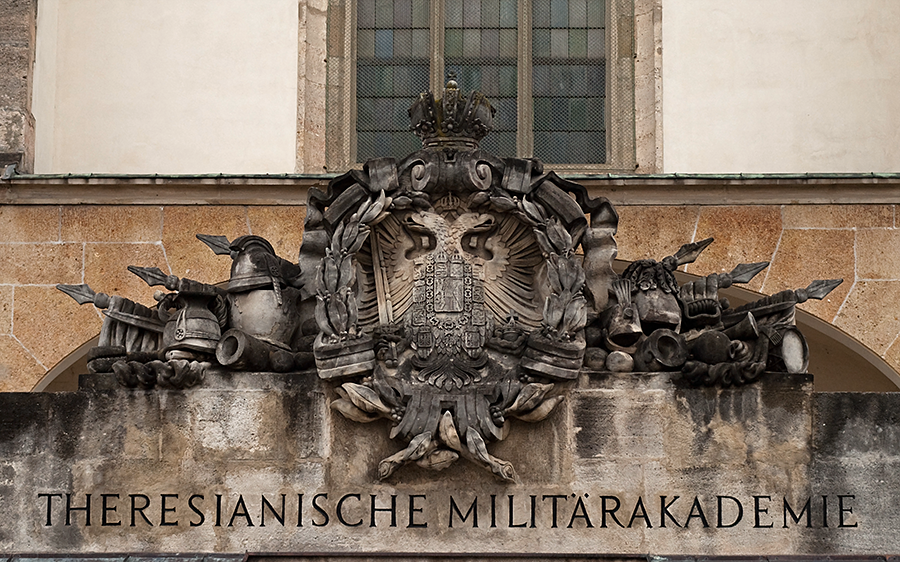
L'ingresso dell'Accademia Militare Teresiana (Theresianische Militarakademie)

L'apparato militare austro-ungarico era costituito dall'imperiale e regio Esercito (in comune a tutto l'Impero austro-ungarico), dall'esercito nazionale imperialregio austriaco (k.k. Landwehr), dall'esercito nazionale reale ungherese (k.u. Honvéd) e dalle forze delle rispettive riserve territoriali nazionali. L'assegnazione delle reclute (al 20º anno di età) all'esercito comune o a quello nazionale avveniva per estrazione a sorte.
In caso di conflitto, tutti e tre gli eserciti si riunivano sotto un unico stato maggiore, il k.u.k. Armeeoberkommando abbreviato AOK, che a sua volta si coordinava con la k.u.k. Kriegsmarine, la marina da guerra, nel comando supremo, di cui faceva parte direttamente la cancelleria militare imperiale e regia presieduta dall'Imperatore.
Comandante supremo di tutte le forze di terra e di mare era infatti l'Imperatore, cui solo spettava costituzionalmente l'autorità di dichiarare guerra. Nel 1906 venne nominato capo di stato maggiore il generale d'armata Franz Conrad von Hötzendorf, destinato a mantenere quella posizione con interruzioni fino a marzo 1917 quando fu sollevato dal suo incarico e sostituito da Arthur Arz von Straussenburg. Quest'ultimo fu nominato anche comandante supremo il 3 novembre 1918 da Carlo I, incarico che però rifiutò e lo lasciò a Hermann Kövess von Kövesshaza, ultimo comandante supremo dell'esercito austro-ungarico.

### La struttura
Reclutato uniformemente su tutto il territorio dell'Impero, l'esercito comune dipendeva dal Ministero della Guerra della duplice monarchia (k.u.k. Reichskriegsministerium, dal 1911 Kriegsministerium), e i suoi reparti erano detti "imperiali e regi" (kaiserlich und königlich - k.u.k.-/császári és királyi). Alla sua costituzione vi erano confliuti tutti i reparti di antica tradizione dell'esercito imperiale di cui prese il posto.
Per legge, le spese per il suo mantenimento erano ripartite tra Austria (per il 63,6%) e Ungheria (per il rimanente 36,4%) e, complessivamente, le spese militari dell'Impero Austroungarico nel 1912 ammontavano a circa 670 milioni di Corone (circa) comprendendo Esercito Comune Imperiale e Regio, Marina Imperiale e Regia, Landwehr e Honvéd per un'incidenza del 3,5% sul prodotto interno lordo. Gli uomini erano reclutati in 103 distretti militari che, sempre nel 1885, permisero all'esercito austro-ungarico di contare su una forza mobilitabile di 1.141.782 uomini, 202.204 cavalli e 1.540 cannoni (escluse le riserve e le truppe di guarnigione).
Nel 1885 era costituito da tre armate, una con cinque corpi d'armata e due con quattro, più il XIV corpo d'armata da montagna, destinato alla difesa del Tirolo, e il XV corpo d'armata messo a protezione delle province balcaniche (Dalmazia, Bosnia ed Erzegovina). Ogni corpo d'armata, eccezion fatta per il XIV che era formato da una divisione alpina e da una della milizia tirolese (Landesschützen), era costituito da due divisioni regolari e da una della milizia territoriale; così impostato in tempo di pace l'esercito contava 36 divisioni di fanteria, di cui cinque dette "nominali" perché formate solo al momento della mobilitazione. Di norma, una divisione era formata da due brigate di 2 reggimenti ciascuna.

#### La cavalleria

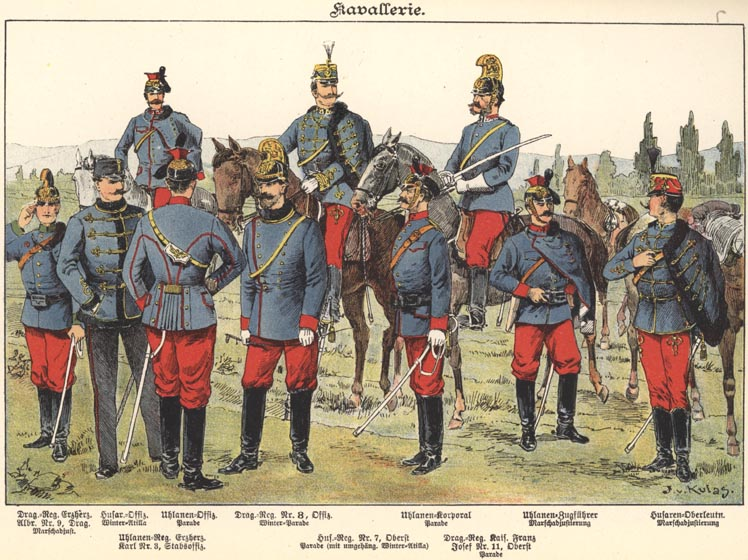
Cavalleria imperiale e regia nel 1898.

La cavalleria era articolata in 21 brigate, assegnate una ad ogni un corpo d'armata e a cinque divisioni indipendenti. Ogni brigata era formata da due o tre reggimenti, che a loro volta erano organizzati su 2 "divisioni", gruppi di 3 squadroni con 5 ufficiali, 20 sottufficiali e 150 uomini di truppa ciascuno (nel 1914 la forza degli squadroni salì a 175 uomini), per un totale di 1175 uomini per reggimento in tempo di pace, e 1275 in tempo di guerra.
La cavalleria dell'esercito comune era divisa in tre specialità:
- Dragoni, cavalleggeri reclutati nelle province di lingue tedesca; nel 1914, contavano 15 reggimenti, il più prestigioso dei quali era il 1º Reggimento Dragoni "Imperatore Francesco" (k.u.k. Dragonerregiment "Kaiser Franz" Nr. 1) e il più antico l'8º Reggimento Dragoni "Conte Montecuccoli" (k.u.k. Dragonerregiment "Graf Montecuccoli" Nr. 8), fondato nel 1618.
- Ussari, cavalleggeri reclutati nelle province appartenenti al Regno d'Ungheria; il più antico reggimento Ussari era il 9° "Conte Nàdasdy" (k.u.k. Husarenregiment "Graf Nàdasdy" Nr. 9), fondato nel 1688. Nel 1914 i reggimenti Ussari k.u.k. erano 16.
- Ulani, reclutati nelle province di lingua slava; schieravano nel 1914 13 reggimenti, di cui il più antico era il 6° "Imperatore Giuseppe II" (k.u.k. Ulanenregiment "Kaiser Joseph II" Nr. 6), fondato nel 1688.

Le specialità sopra descritte avevano ormai perso le originali differenze di armamento e impiego tattico; nel 1867, a seguito della riforma dell'esercito austro-ungarico, non c'era più differenza fra cavalleria "leggera" e "pesante", e specialità storiche come i Corazzieri e i Cacciatori a Cavallo erano state sciolte. Le tre specialità rimanenti (Dragoni, Ussari e Ulani) differivano solamente per l'uniforme e per la provenienza regionale, ma in battaglia operavano tutti e tre nello stesso ruolo: esplorazione, pattugliamento, inseguimento del nemico, sicurezza dell'esercito in marcia. Anche l'armamento era lo stesso per tutti e comprendeva carabina, pistola e sciabola. Come nella fanteria, in cavalleria l'assegnazione delle reclute ad un reggimento dell'esercito comune imperiale e regio o di quello nazionale avveniva per sorteggio.
Nel corso della prima guerra mondiale 35 reggimenti di cavalleria vennero appiedati e trasformati in fanteria.

#### L'artiglieria

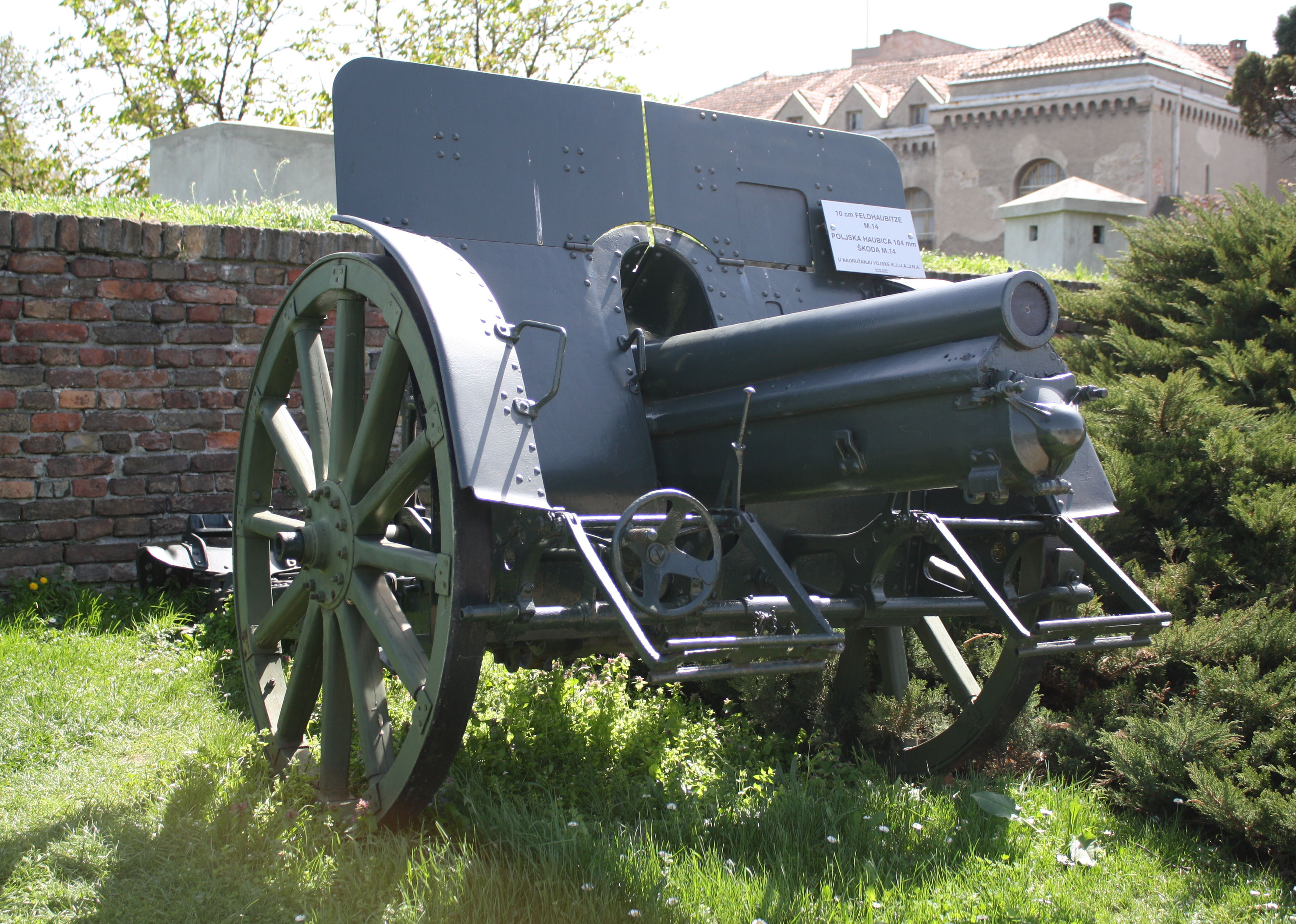
Obice campale Škoda 10 cm Vz. 1914 da 100 mm

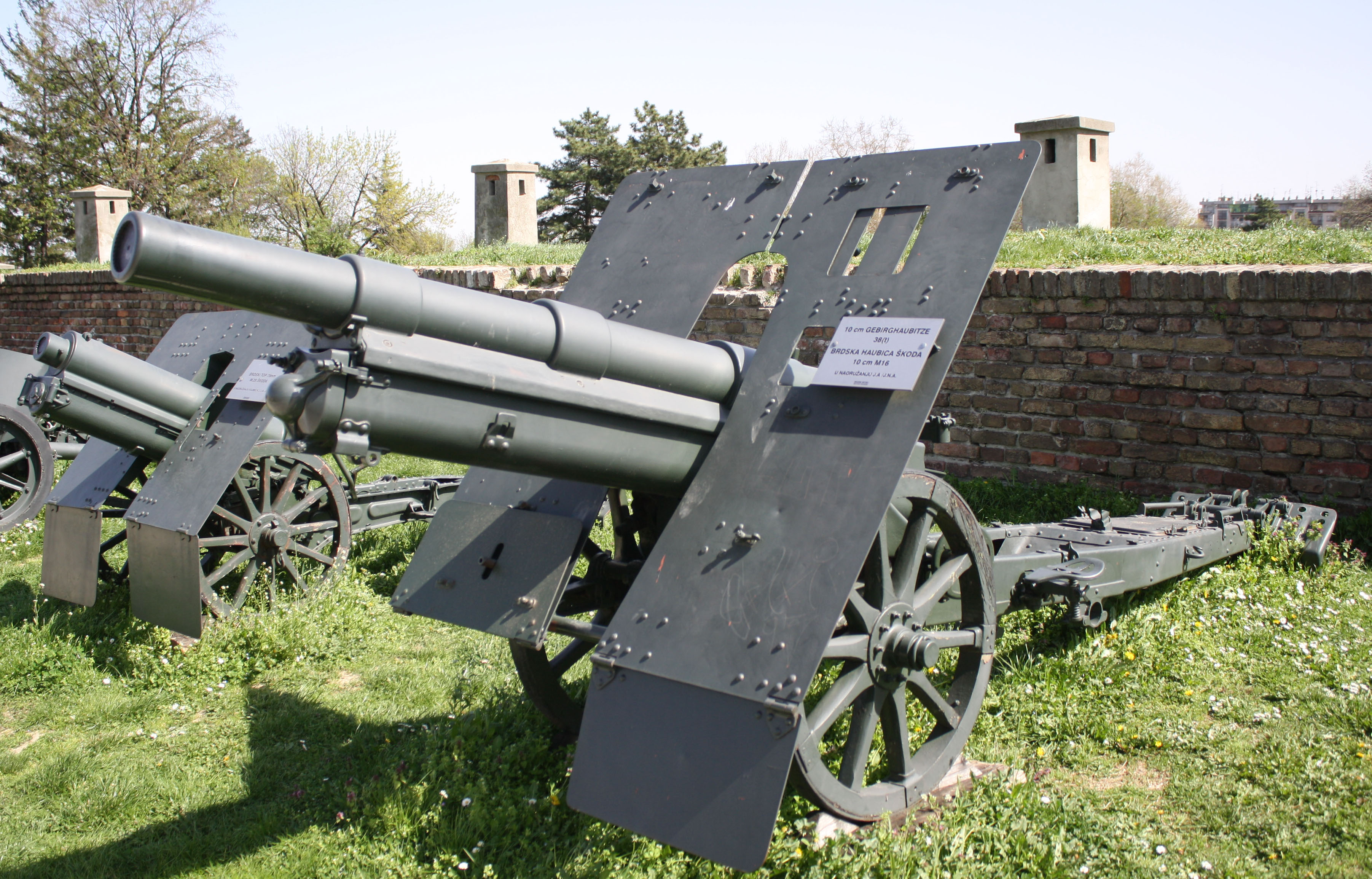
Obice Škoda 10 cm Vz. 1916 da 100 mm.

L'artiglieria imperiale e regia, che aveva la stessa organizzazione tattica dell'artiglieria Landwehr e Honvéd, era organizzata in reggimenti, assegnati alle Divisioni dell'Esercito, e in brigate assegnate ai Corpi d'Armata.
Le brigate di artiglieria schieravano 4 reggimenti da campagna (2 di cannoni campali M.05/08 da 80 mm e 1 di obici campali M.99 o M.14 da 100 mm), e un reggimento di obici pesanti. Ogni brigata d'artiglieria da campagna era assegnata ad uno dei 14 corpi d'armata dell'esercito comune, assumendone la numerazione, da 1 a 14. Nel 1916 le brigate di artiglieria vennero riorganizzate su tre soli reggimenti: uno di cannoni campali, uno di obici campali e uno di obici pesanti. A ciascun reggimento venne assegnata una batteria di cannoni contraerei e una di lanciamine. Nel 1918 vennero nuovamente riorganizzate, con due reggimenti di artiglieria campale mista (cannoni e obici) e un reggimento obici pesanti, ciascuno con 6 batterie.
Ciascun reggimento dell'artiglieria imperiale e regia contava 24 pezzi ripartiti in 4 batterie su 2 divisioni di 2 batterie (12 pezzi). Nel 1916 vennero assegnate a ciascun reggimento una batteria antiaerea e una di lanciamine, portando così le batterie a 6. Ciascun reggimento disponeva di un'officina da campo mobile e di un parco automezzi. I pezzi erano tirati ciascuno da 4 cavalli, pertanto un reggimento aveva (sulla carta) 100 cavalli da tiro (96 per i pezzi e 8 di riserva), e 24 da sella.
Le specialità dell'artiglieria erano:

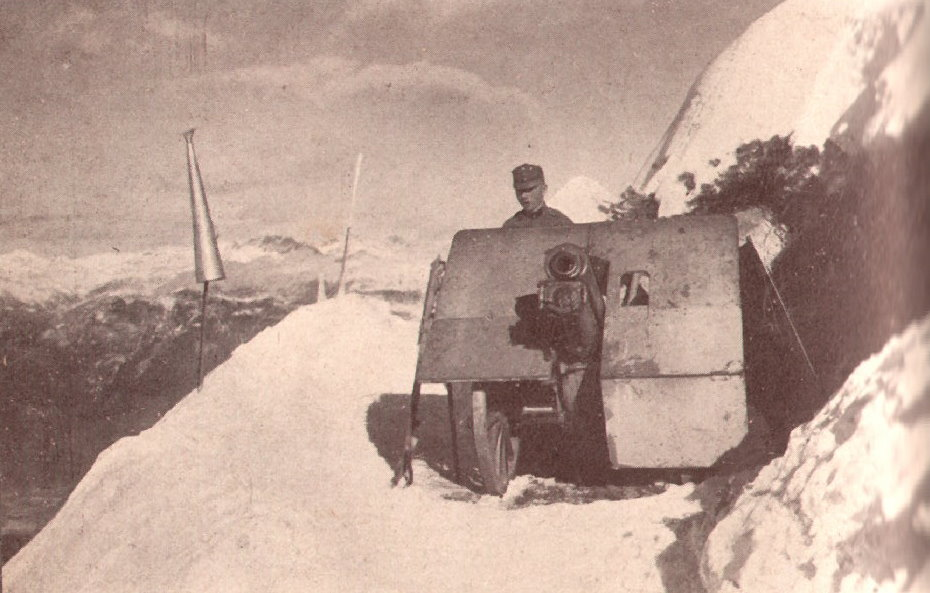
Un obice da montagna Škoda 7,5 cm Vz. 1915 da 75 mm in una postazione di alta quota sul fronte dolomitico

- artiglieria da campagna, assegnata alle divisioni per il supporto di fuoco; nel 1914 schierava 42 reggimenti di cannoni da campagna, 14 reggimenti obici da campagna e 14 divisioni di obici pesanti, ciascuna con 2 batterie di 4 pezzi M.94 o M.99 da 150 mm; nel 1916 le divisioni obici pesanti vennero trasformate in reggimenti con 16 pezzi su 4 batterie.
- artiglieria a cavallo, ripartita in divisioni assegnate ciascuna ad una delle nove brigate di cavalleria dell'esercito comune imperiale e regio. Nel 1914 le divisioni di artiglieria a cavallo erano 8 (1ª, 2ª, 4ª, 5ª, 6ª, 7ª, 10ª, 11ª) e ciascuna disponeva di 3 batterie con 4 cannoni da campagna M.99 ciascuna.
- artiglieria da fortezza: l'Austria-Ungheria aveva investito enormi somme nella realizzazione di fortificazioni a protezione dei suoi confini. Nelle fortificazioni vi erano guarnigioni di fanteria e artiglieria che manovravano i cannoni e gli obici, muniti di cupole corazzate. Vi erano 5 brigate di artiglieria da fortezza nell'esercito comune, che nel 1914 raggruppavano 6 reggimenti più 8 battaglioni autonomi.

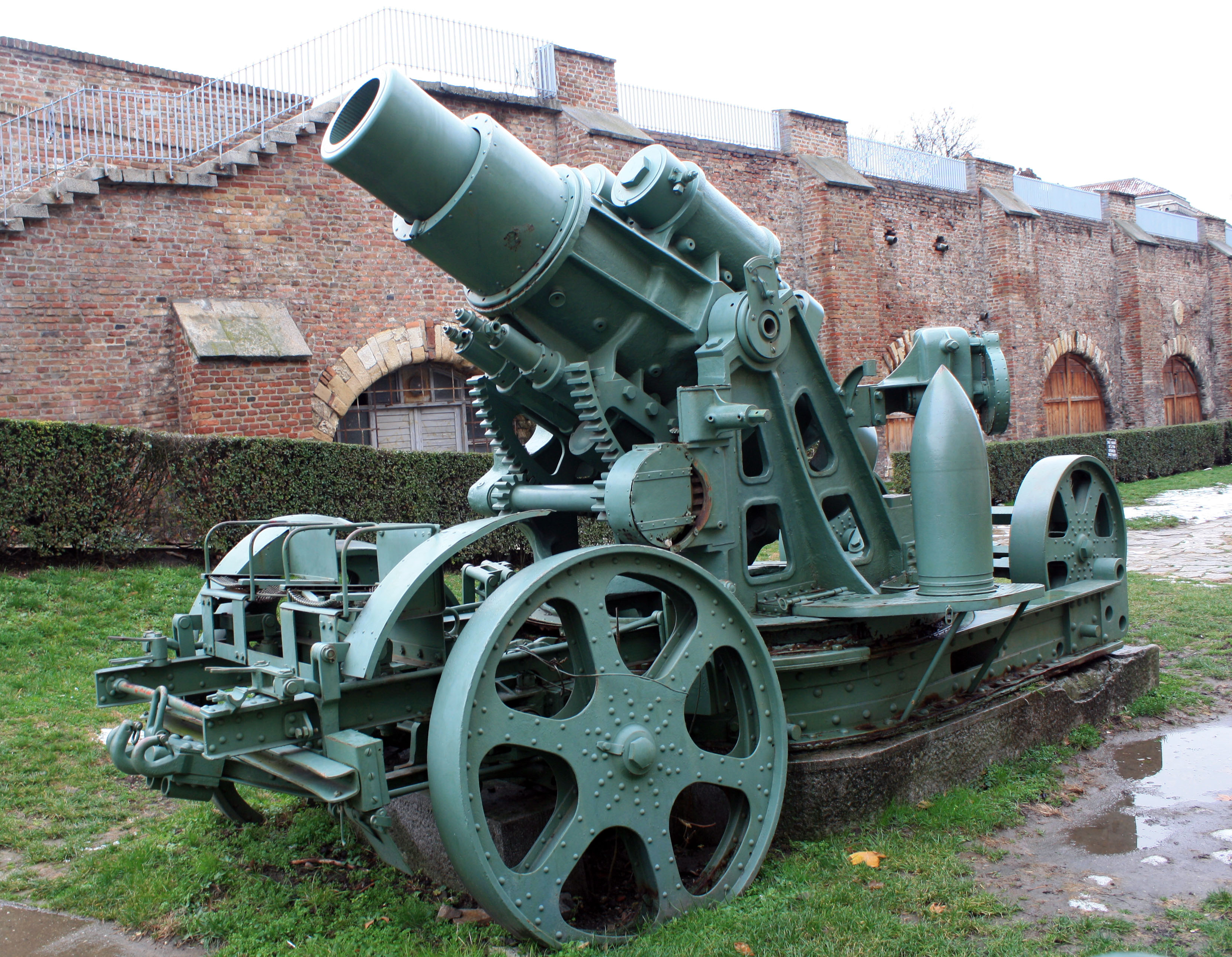
Mortaio pesante Škoda 30,5 cm Vz. 1911 da 305 mm, con un proiettile corazzato antibunker sulla piattaforma di tiro.

- artiglieria da montagna: benché l'esercito comune imperial regio non disponesse nel 1914 di reparti da montagna veri e propri ma solo di truppe addestrate a operare in zone montuose, disponeva però di 3 brigate di artiglieria dotate di materiali e equipaggiamenti adatti a supporto di fuoco in zone impervie. La 1ª brigata era di stanza a Bressanone, la 2a a Sarajevo e la 3a a Mostar. Le tre brigate riunivano 10 reggimenti di artiglieria da montagna ed erano assegnate rispettivamente al XIV, XV e XVI Corpo d'Armata. I reggimenti di artiglieria da montagna durante la guerra aumentarono fino a 28 e dagli iniziali 24 cannoni M.08 da 70 mm passarono nel 1917 ad avere 6 batterie di 4 cannoni da montagna M.15 da 75 mm più tre batterie di 4 obici M.16 da 100 mm, per un totale di 36 pezzi.

Nel corso del conflitto, gli arsenali Škoda di Plzeň produssero dei modelli di cannoni e obici tra i più moderni ed efficaci dell'epoca, come l'obice M.14 e M.16 e il cannone M.15. La carenza di risorse, però, limitò molto la produzione dei pezzi, e la cronica mancanza di munizioni e mezzi di trasporto posero severi limiti operativi all'artiglieria austro-ungarica.

#### La fanteria
I reggimenti su cui era organizzata la Fanteria dell'i. e r. Esercito comune erano identificati da un numero progressivo e da un titolare onorario (Inhaber), di solito un generale dell'esercito o un monarca straniero: ad es. 10º Reggimento di Fanteria "Re Gustavo V di Svezia" (k.u.k.. Infanterie Regiment Nr. 10 "Konig Gustav V von Schweden") oppure 23º Reggimento di Fanteria "Marchese von Baden" (k.u.k. Infanterie Regiment Nr. 23 "Markgraf von Baden"). Ciascun reggimento dell'Esercito comune contava 4 battaglioni su 4 compagnie che avevano ognuna una forza di 5 ufficiali, 10 sottufficiali e 85 soldati, in tempo di pace cioè 100 uomini (i reggimenti dislocati in Bosnia e Russia ne avevano 120). Con i comandi e i servizi un reggimento disponeva (in tempo di pace) di 1911 uomini.
I quattro reggimenti di Tiroler Kaiserjäger costituivano un'eccezione essendo reclutati esclusivamente in Tirolo e Vorarlberg (tranne che per gli ufficiali, per i quali si consentiva l'ingresso ad altre nazionalità) e, contrariamente a quanto comunemente si crede, non si trattava di truppe da montagna ma di fanteria, ancorché di elevata qualità. I k.u.k. Feldjäger anch'essi fanteria di élite, erano invece organizzati in battaglioni.
Il Genio contava nel 1914 14 battaglioni di zappatori assegnati ciascuno a un Corpo d'armata, ripartiti in 54 compagnie che all'atto della mobilitazione vennero ripartite fra le 40 divisioni di fanteria. Si schieravano anche 8 battaglioni di pionieri, a disposizione dei comandi di Corpo d'armata e poi assegnati ad altrettante divisioni di fanteria come avveniva per il battaglione pontieri a cui durante la guerra se ne aggiunse un altro, per un totale di 20 compagnie di pontieri. Faceva parte del Genio imperiale e regio anche il reggimento telegrafisti con base a St. Poelten, su 4 battaglioni telefonisti e telegrafisti. Durante la guerra ebbe fino a 10.000 uomini e venne affiancato da molti reparti autonomi delle trasmissioni.
Prima del 1914 vi erano, tra le truppe tecniche, le divisioni del Treno, addette al trasporto dei rifornimenti e dei rinforzi per tutte le unità combattenti. Le divisioni del Treno erano 16, ciascuna delle dimensioni di un mezzo reggimento: con lo scoppio del conflitto le divisioni del Treno vennero sciolte e trasformate in reparti di trasporti e rifornimenti.
I tre reggimenti addetti alle ferrovie erano sotto controllo del ministero dei trasporti tramite lo Hilfsorgan (organo ausiliario), diviso in una sezione competente per il personale (che ammontava a 34.000 uomini in tempo di guerra) e una per il materiale (43.350 cavalli e 7.600 vetture in tempo di guerra).

### Composizione e reclutamento dell'esercito
Nell'esercito imperiale e regio (k.u.k. Heer) vi erano ben 11 nazionalità diverse (austriaci, ungheresi, boemi, slovacchi, polacchi, ruteni, rumeni, italiani, croati, sloveni, bosniaci), con 9 lingue ufficialmente riconosciute (tedesco, ungherese, sloveno, croato, ceco, rumeno, ruteno, italiano e polacco) e 5 religioni (cattolica, protestante luterana, musulmana, ortodossa, ebraica). In ogni reggimento vi era una lingua reggimentale, parlata dalla maggior parte delle reclute e che anche gli ufficiali erano tenuti a conoscere. I comandi e le comunicazioni di servizio, così come i documenti di ogni tipo e categoria, dovevano invece essere in tedesco, che tutti erano tenuti per legge a comprendere almeno in forma elementare. Solitamente, le reclute sorteggiate per l'imperiale regio Esercito comune erano inviate nei reggimenti stanziati nella provincia in cui risiedevano: ma non mancavano i casi di soldati spediti all'altro capo dell'Impero.
Come già ricordato sopra, componenti del K.u.K. Heer in tempo di guerra, oltre all'esercito comune imperiale e regio (K.u.K. Gemeinsame Armee) erano l'esercito nazionale austriaco e l'esercito nazionale ungherese, secondo la legge per la difesa del 1868.

### L'Esercito nazionale austriaco (k.k. Landwehr)
Identificatosi con la Landwehr, formata con elementi della parte austriaca dello Stato, dipendente dal ministero della difesa austriaco (k.k. Ministerium fur Landesverteidigung) i cui reparti erano preceduti da "imperialregio" (kaiserlich königlich -k.k.-/császári és királyi). Costituita nel 1867, suoi compiti istituzionali erano di provvedere alla difesa territoriale dell'Impero d'Austria, nel quale aveva le guarnigioni e i depositi e da cui traeva le sue reclute. Ben presto però divenne una forza armata parallela all'esercito comune (k.u.k. Heer) con materiali e personale spesso migliori. Dalla Landwehr dipendevano anche i k.k. Tiroler Landesschützen. La Landwehr era strutturata esattamente come l'esercito comune, disponendo di fanteria, cavalleria, artiglieria, genio, sanità, trasporti, corpo di stato maggiore, scuole ufficiali e sottufficiali ecc.
I Reggimenti della Landwehr, a differenza di quelli dell'Esercito imperiale e regio, avevano tre battaglioni anziché quattro; per il resto erano organizzati in modo identico. Erano però identificati solamente dal numero reggimentale, non avendo un titolo. Le reclute sorteggiate per il servizio di leva nella Landwehr avevano più probabilità di essere vicino a casa, perciò era visto con maggior favore.
Dalla Landwehr dipendeva anche il Landsturm, la milizia territoriale formata dai riservisti mobilitati in caso di guerra. Durante la prima guerra mondiale combatté su tutti i fronti.
Uniformi, organizzazione, regolamenti di servizio, struttura e organigramma dei reparti seguivano il modello previsto per l'esercito comune imperiale e regio.

### L'Esercito nazionale ungherese (magyar kiràly honvédség)
Detta magyàr kiràly honvédség in ungherese, gestita dal ministero della difesa del regno d'Ungheria, i cui reparti venivano preceduti dalla locuzione "regio ungherese" (königlich ungarisch -k.u. magyar királyi). Vedi sopra per organizzazione e arruolamento (del tutto affine alla Landwehr austriaca) ma riferito al Regno d'Ungheria.
La Honvéd aveva la sua milizia territoriale da mobilitare in caso di guerra, formata dai riservisti delle classi di leva fino ai 42 anni: la Népfolkelés. Anche la Honvéd combatté su tutti i fronti durante il conflitto mondiale. Analogamente all'Esercito Comune Imperiale e Regio ed alla Landwehr, anche la Honvéd in quanto esercito nazionale ungherese disponeva di artiglieria, cavalleria, servizi e Corpi ausiliari nonché di scuole, accademie e amministrazione e giustizia militare sue proprie.
Uniformi, organizzazione, regolamenti di servizio, struttura e organigramma dei reparti seguivano il modello previsto per l'esercito comune imperiale e regio.

## Le uniformi
La riforma militare conseguente al Compromesso (Ausgleich) del 1867 portò all'adozione di uniformi militari più pratiche ed adatte ai tempi: nondimeno, la nuova uniforme austro-ungarica risultò un felice connubio di praticità ed eleganza. La fanteria di linea cambiò il colore della giubba dal bianco al blu scuro, con spalline, chiusa con una sola fila di bottoni d'ottone o di peltro, a seconda del reggimento, con paramani dritti (austriaci) o a punta (ungheresi); i reggimenti austriaci portavano pantaloni azzurro chiaro (Hose) lunghi fino a coprire gli stivali, mentre quelli ungheresi li portavano aderenti dello stesso colore ornati dei caratteristici "nodi ungheresi" e infilati negli stivali. Per tutte e due le nazionalità era previsto come copricapo uno sciaccò di feltro nero, con visiera e sottogola di cuoio nero, recante sul frontale l'aquila bicipite imperiale (reggimenti austriaci) o l'emblema reale ungherese (reggimenti ungheresi), con alla sommità una coccarda con il monogramma dell'Imperatore FJI (per gli ungheresi, IFJ).
Sia gli ufficiali superiori che quelli inferiori vestivano un'uniforme degli stessi colori della truppa. I generali avevano paramani e risvolti rosso scarlatto bordati in gallone d'oro, pantaloni blu molto scuro con doppia banda rossa (Lampassen) e giacca grigio-azzurro chiaro, e kepi di feltro nero; la giacca degli ufficiali di stato maggiore era invece verde scuro con paramani e risvolti di velluto nero e pistagne amaranto.
Decorazioni, medaglie, ordini cavallereschi e insegne in genere dovevano essere portate sul petto della giubba a sinistra, in ordine di importanza stabilito dal regolamento, con tutte le uniformi, anche in combattimento.

### Della truppa

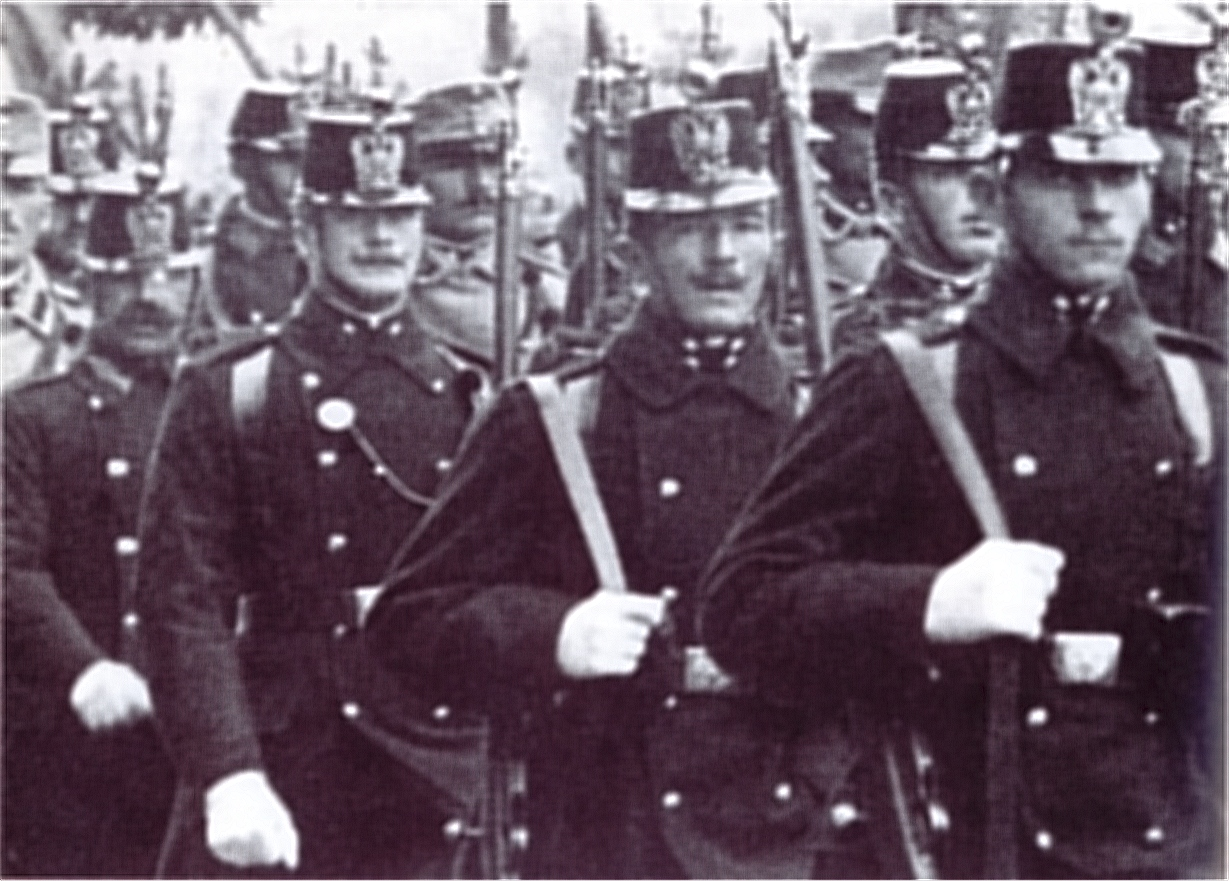
Soldati dell'esercito Austro-Ungarico in una parata a Vienna (1913)

L'uniforme ordinaria detta Dienstanzug (usata in servizio, in libera uscita, in guardia e in parata) della fanteria, sia dell'esercito k.u.k. Imperiale e Regio, sia dalla Landwehr che dalla Honvéd, era dal 1882 composta da giubba azzurro scuro (Rock M.1882), con colletto dritto e chiuso (Stehkragen) rivestito in panno del colore reggimentale, munita di controspalline e spalline a "salsicciotto" nel colore reggimentale, a un petto, con una fila di 7 bottoni scoperti in zinco o ottone a seconda del reggimento. La giubba aveva i paramani dritti per la Landwehr e l'Esercito comune k.u.k., e a punta per la Honvéd ungherese. I pantaloni erano grigio-azzurro di modello diverso a seconda dell'appartenenza nazionale (vedi sopra), con filettatura laterale nel colore reggimentale. Il copricapo era uno sciaccò di feltro nero recante sul frontale l'aquila bicipite imperiale (reggimenti austriaci) o l'emblema reale ungherese (reggimenti ungheresi), con alla sommità una coccarda metallica recante le cifre imperiali (FJI o IFJ, vedi sotto). Sulle mostrine al bavero erano portate le stellette di grado e i distintivi di specialità (vedi tavola sotto).
Alla vita veniva sempre portato un cinturone di cuoio (Feldkoppel) con una fibbia metallica rettangolare recante l'aquila bicipite imperiale. I sottufficiali (Unteroffiziere) dal grado di Zugfuhrer (sergente) in su, dovevano portare al cinturone una baionetta (Seitengewehr) M.95 o M.88, con all'impugnatura una caratteristica dragona (Portepee) di seta gialla e nera. Per l'inverno, era previsto un pastrano di panno blu scuro a doppio petto e bottoni scoperti nel colore reggimentale.
La fanteria leggera, costituita essenzialmente dai cacciatori imperiali (Kaiserjäger) e dai cacciatori (Jäger o Feldjäger) adottò una nuova uniforme che, riprendendo il tradizionale colore grigio-azzurro, aveva un taglio più confortevole e pratico, per truppe che dovevano muoversi più rapidamente in operazioni.
Tutti i reggimenti dell'Esercito comune imperiale e regio erano identificati da un numero progressivo e da un titolare onorario (Inhaber), di solito un generale dell'esercito o un monarca straniero: ad es. 10º Reggimento di Fanteria "Re Gustavo V di Svezia" (K.u.K. Infanterie Regiment n. 10 "Konig Gustav V von Schweden") oppure 23º Reggimento di Fanteria "Marchese von Baden" (k.u.k. Infanterie Regiment n. 23 "Markgraf von Baden").

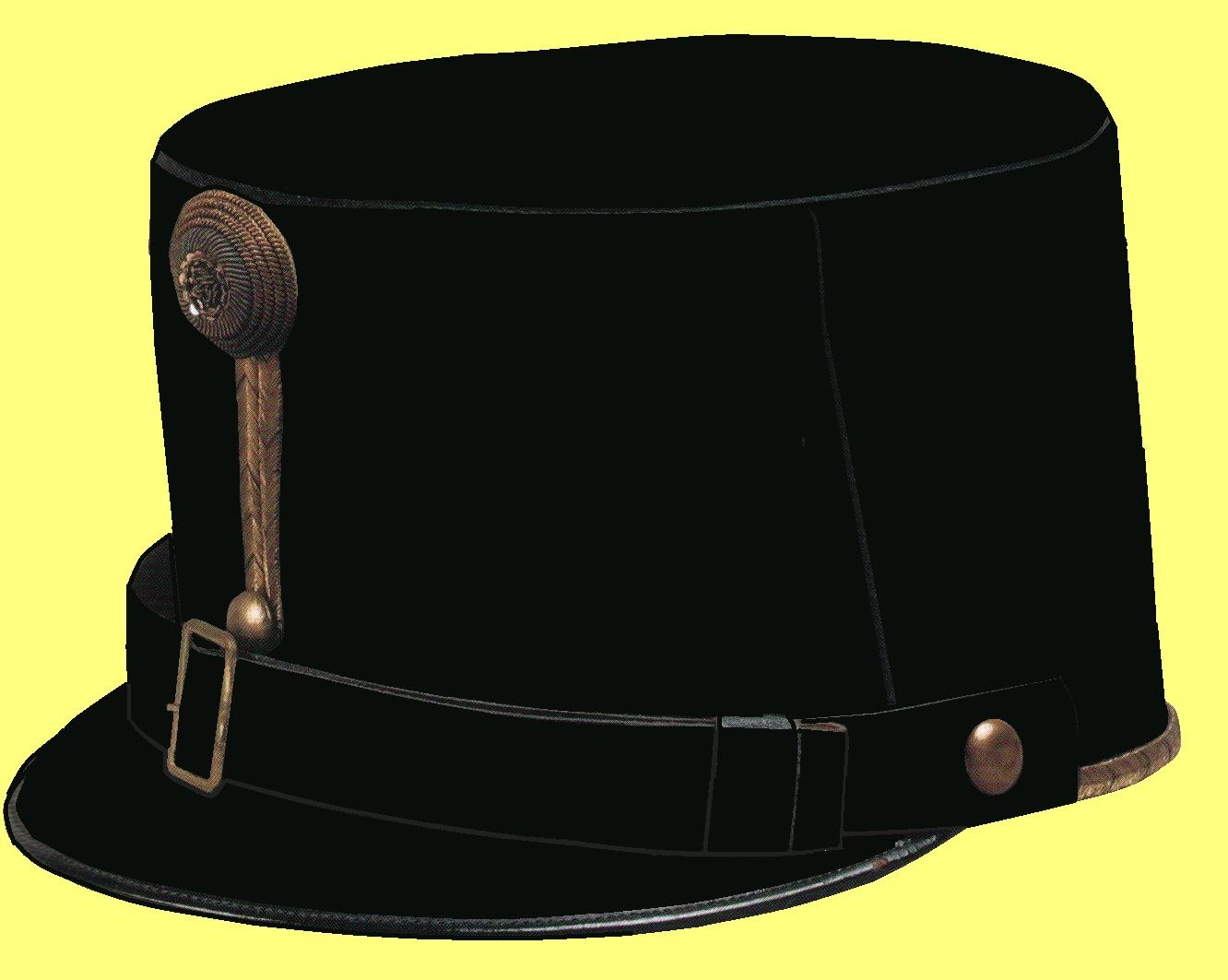
Berretto da ufficiale (Offiziers-Schwarze Kappe) mod. 1908, portato in servizio e in libera uscita e talvolta anche con l'uniforme da campo. È in feltro nero con visiera e sottogola di cuoio verniciato, e con coccarda in filo dorato recante al centro le cifre imperiali ricamate in oro su nero. Il bordo inferiore è bordato da un gallone dorato.

### Degli ufficiali
Le uniformi degli ufficiali erano molto eleganti, in cordellino di lana pettinata grigio-blu anziché nel panno della truppa, a collo chiuso e bavero nel colore reggimentale, con le mostreggiature che riportavano i gradi (stellette ricamate in filo d'argento o d'oro, a seconda del colore dei bottoni della giubba). Sulla spalla sinistra, portavano una controspallina a cordellina di gallone dorato screziato di nero (Achselschlinge). La bottoniera della giubba era scoperta, a 6 bottoni; sul retro la giubba aveva due falde chiuse da due patte a punta con tre bottoni ciascuna. Tutti i bottoni erano del colore reggimentale (di zinco o ottone a seconda). I paramani (Armelaufschläge) erano dello stesso colore delle mostrine e, per gli ufficiali dal grado di maggiore in su, erano bordati da un gallone operato argentato (Distinktionsbörte) largo 33 mm.
Gli ufficiali dei reggimenti di Feldjäger, Tiroler Kaiserjäger e della Landwehr austriaca portavano una giubba da servizio e parata di colore Hechtgrau (grigio-azzurro) simile al colore delle giubbe dei generali, e pantaloni del medesimo colore con doppie bande verde erba larghe 33 mm ciascuna. Feldjager e Tiroler Kaiserjäger avevano bottoni dorati, mentre tutti i reggimenti Landwehr, compresi i Landesschützen, li avevano argentati. Sui bottoni era sempre riportato il numero del reggimento, in cifre arabe per i Feldjäger e i reggimenti Landwehr, e cifre romane per gli altri. In servizio e libera uscita, invece, i pantaloni erano grigio-blu con una sottile filettatura (Paspelierung) verde.

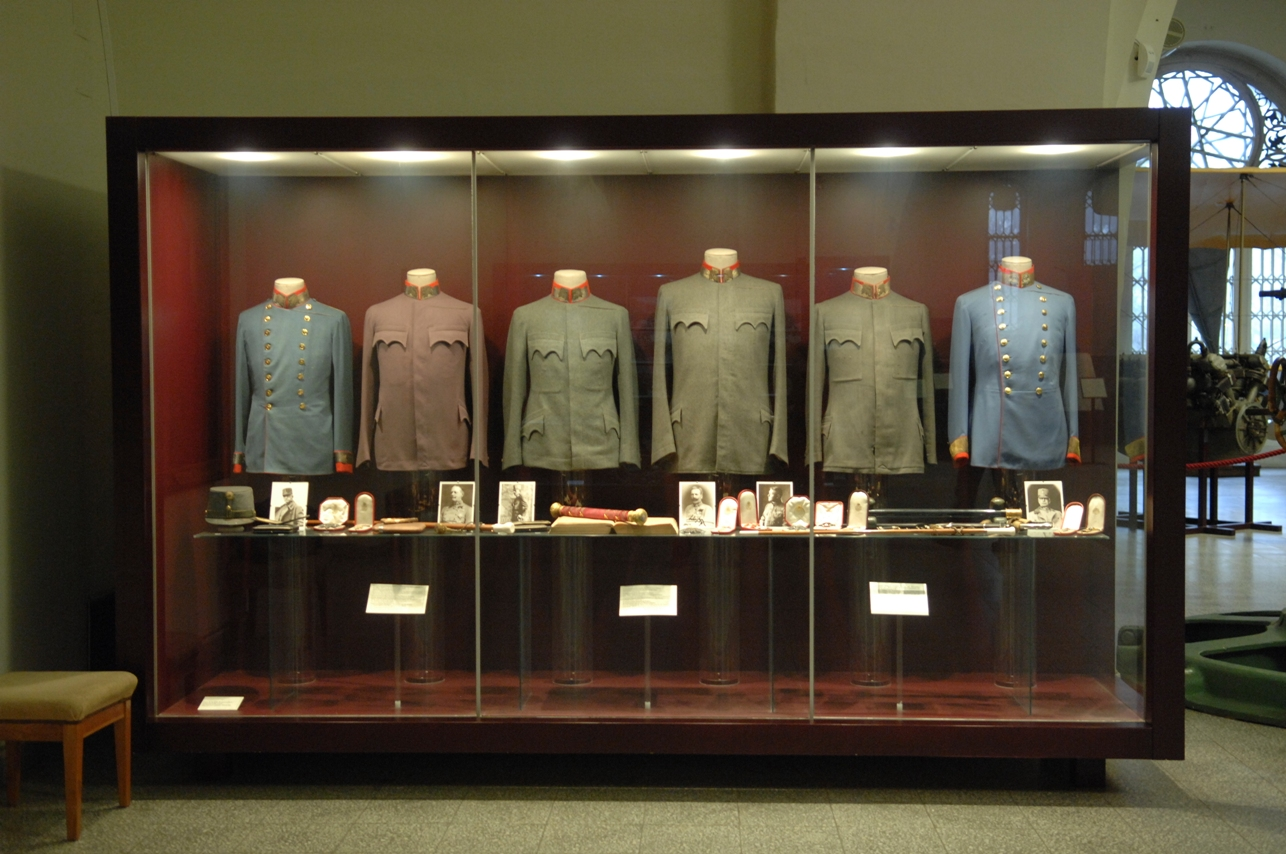
Uniformi da generale dell'esercito Imperiale e Regio, conservate al Museo dell'Esercito di Vienna: all'estrema sinistra e all'estrema destra vi sono due uniformi ordinarie (da servizio), le altre sono tutte da campo, in panno grigiochiaro modello 1912 o grigioverde modello 1915. Tutte portano sul colletto dritto (Stehkragen) le mostrine scarlatte con il gallone dorato previsto per gli ufficiali generali.

Gli ufficiali delle truppe da montagna (Landes-/Kaiserschützen e Gebirgsschützen) portavano sulle giubbe, inoltre, delle controspalline (Schulterklappen) di gallone d'argento larghe 36 mm (per tenenti e capitani) o 54 mm (per maggiori e colonnelli), bordate da velluto verde erba, recanti al centro le cifre imperiali coronate, ricamate in filo dorato e fermate da un bottone col numero del reggimento, posto a 13 mm dal colletto della giubba. Sulla giubba di servizio e su quella da campo, queste spalline erano di panno verde larghe 60 mm bordate da un gallone operato d'argento largo 9 mm, con al centro le cifre imperiali.
Il berretto da ufficiale (Kappi) era di foggia diversa da quello della truppa: era di colore nero, in feltro, con visiera e sottogola di cuoio verniciato nero, e aveva alla sommità della cupola una coccarda in filo dorato con le cifre imperiali (FJI per gli austriaci, IFJ per gli ungheresi). Alla coccarda era fissato un cappietto di doppio gallone dorato screziato di nero che scendeva verticalmente fino al sottogola, fermato da un bottoncino dello stesso colore di quello della giubba. L'uniforme era la medesima per tutti gli ufficiali sino al grado di colonnello: i generali avevano la giubba a doppio petto di colore grigioazzurro chiaro (Hellblau) e pantaloni blu notte con le caratteristiche doppie bande scarlatte ai lati, colletto dritto e polsini interamente ricoperti di velluto scarlatto e bordati da un passamano di gallone dorato lavorato a onde intrecciate. Sul bavero inoltre i generali portavano le stellette di grado in argento (per contrastare con l'oro del gallone), da 1 a 3, e un serto di foglie di alloro per i feldmarescialli.
Le uniformi di gala erano poi addirittura sontuose, costosissime e tra le più eleganti del mondo, all'epoca. I generali portavano, in tenuta di gala, una giubba bianca (Galarock), pantaloni scarlatti con bande in gallone dorato, e una feluca di velluto nero (Stulphut) con un trofeo di piume di avvoltoio verdi (Geierfederbusch), il tutto gallonato da passamano d'oro. In servizio i generali portavano la giubba ordinaria grigio-azzurra (Waffenrock) con colletto dritto e paramani in velluto scarlatto gallonati d'oro, pantaloni blu notte con bande scarlatte; sciabola e guanti erano sempre portati. Il cappotto (Mantel) dei generali era simile a quello degli ufficiali, ma aveva il bavero di velluto nero, la fodera scarlatta (se i risvolti non erano abbottonati, mostravano la fodera) e le mostrine (Parolis) scarlatte.
Se erano in servizio, con qualsiasi uniforme e in ogni circostanza, gli ufficiali e i marescialli (Feldwebel) erano tenuti a portare la sciabola (Säbel), che infatti permetteva di identificarli immediatamente, e che veniva sospesa ad un cinturino di cuoio (Säbelgürtel) portato sotto la giubba; all'elsa della sciabola era fissata la dragona (Portepee) in gallone dorato screziato di nero. Inoltre, gli ufficiali in servizio dovevano portare alla vita una fascia (Feldbinde) di gallone dorato di colore giallo e nero (i colori della monarchia) che terminava con due fiocchi a frange anch'esse gialle e nere. È da notare che, come in molti altri eserciti dell'epoca, gli ufficiali austro-ungarici erano tenuti a vestirsi ed equipaggiarsi a proprie spese. Il loro corredo era ricco, anche per gli standard dell'epoca: non meno di 5 uniformi (da parata, da servizio, invernale, di gala, da campagna), ed inoltre quattro paia di calzature, tre berretti, camicie, biancheria, calze, calzini, guanti (di lana e di pelle di capretto bianchi), cappotto, sciabola, cintura, cinturino, cinturone da campo, zaino, borsa, valigia, baule, dotazioni per l'igiene, equipaggiamento da campo, pistola e fondina. Per tutto ciò, ogni ufficiale doveva provvedere di tasca sua, anche se riceveva un soprassoldo per il vestiario.
L'uniforme da campagna M.10 degli ufficiali era simile a quella della truppa, ma prodotta in tessuto di lana Hechtgrau di qualità migliore e più aderente. Il regolamento prevedeva che l'uniforme da campagna degli ufficiali fosse confezionata in gabardine di lana pettinata, ma durante il conflitto gli ufficiali portavano assiduamente l'uniforme della truppa con solo le insegne di grado a distinguerli. Al posto delle fasce mollettiere, gli ufficiali portavano gambali di cuoio a stecca, taluni sfoggiavano stivali a gambale alto (riservati in teoria alla cavalleria). Oltre a ciò, l'uniforme da campo degli ufficiali si differenziava da quella per la truppa per: il cinturone di cuoio, che aveva una fibbia semplice con un ardiglione anziché la fibbia a placca rettangolare M.1888 della truppa; per la coccarda sul berretto che era in filo dorato anziché in metallo stampato; per la foggia del berretto, più alto e rigido; per le insegne di grado ricamate sul bavero; e naturalmente per la pistola e la sciabola. La camicia bianca con polsini rigidi e chiusi dai gemelli e bavero inamidato doveva essere portata anche sul campo, ma come è facile immaginare nelle trincee della Galizia e del Carso venne ben presto sostituita dalle ben più pratiche camicie da truppa in flanella.

### Della cavalleria

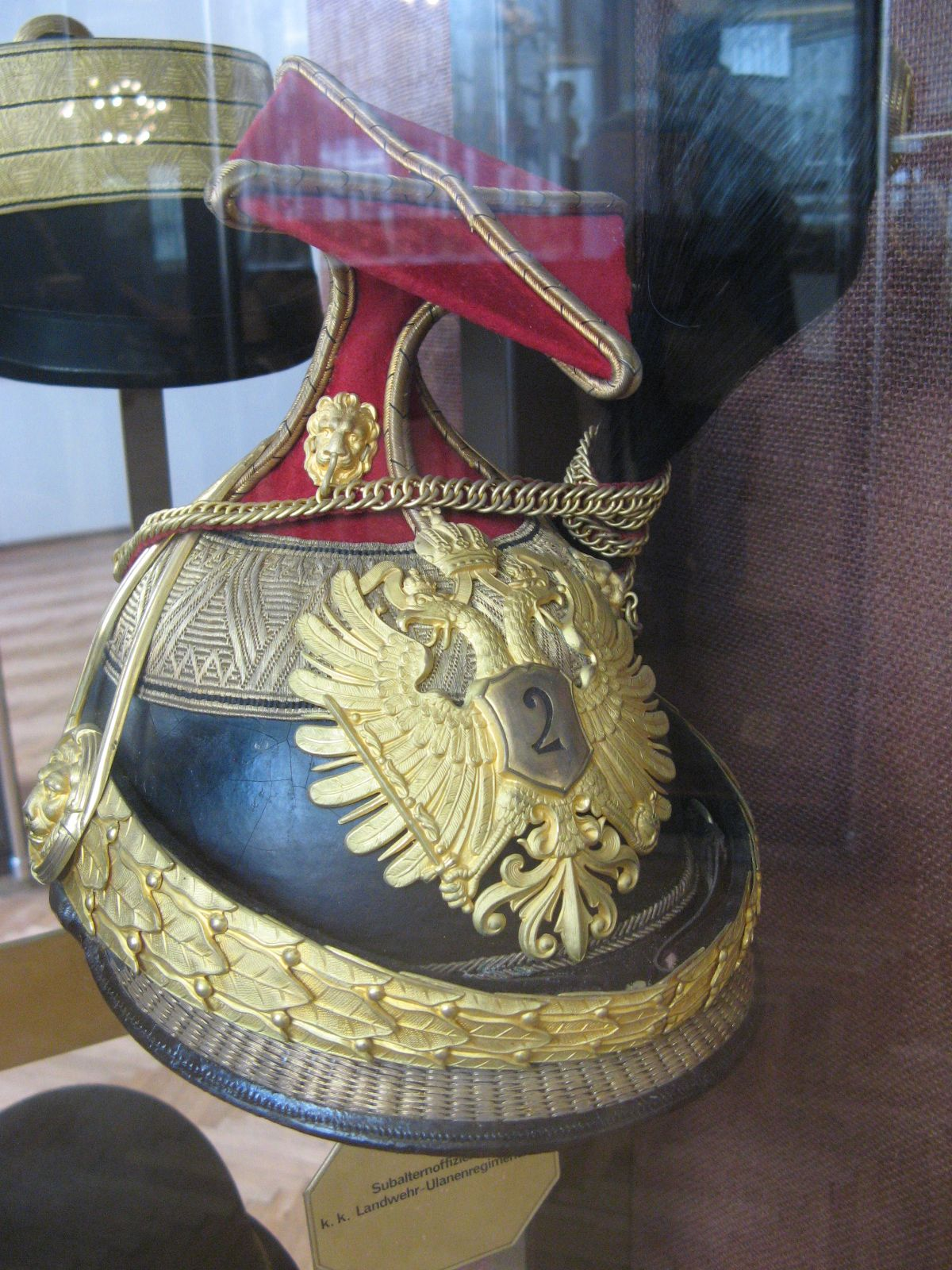
Czapka da ufficiale superiore (maggiore o tenente colonnello) del 2º reggimento Ulani, riconoscibile per la fascia di gallone operato dorata posta fra il coppo in cuoio verniciato nero e la cresta in velluto rosso.

Dopo la creazione dell'Esercito Comune Imperiale e Regio, nel 1867, la cavalleria perse le tradizionali differenziazioni operative della vecchia Armata Imperiale e vennero abolite le specialità più antiche e, ormai, anacronistiche come i Cacciatori a Cavallo (Jäger zu Pferde) e i Corazzieri (Kürassier), trasformandosi di fatto in cavalleria leggera, adibita alla ricognizione, alla difesa delle linee di comunicazione e all'inseguimento in profondità dei reparti avversari in ritirata. Fu uniformata nell'addestramento, nell'equipaggiamento e nell'impiego, e le diverse specialità della cavalleria austro-ungarica si distinguevano solo per l'uniforme tradizionale e per le regioni di reclutamento: armamento, addestramento e impiego sul campo erano ormai gli stessi per tutti.

La cavalleria austro-ungarica era di ottimo livello: bene addestrata, formata da personale selezionato per esperienza equestre, possedeva eccellenti cavalcature fornite soprattutto dall'Ungheria, e addestrate nei 7 allevamenti di cavalli militari (Staatsgestüte) e nei 13 depositi di stalloni (Staats-hengstensdepots) esistenti nell'Impero, fra cui quello di Lipizza (Slovenia), famoso in tutto il mondo per la scuola spagnola di equitazione.

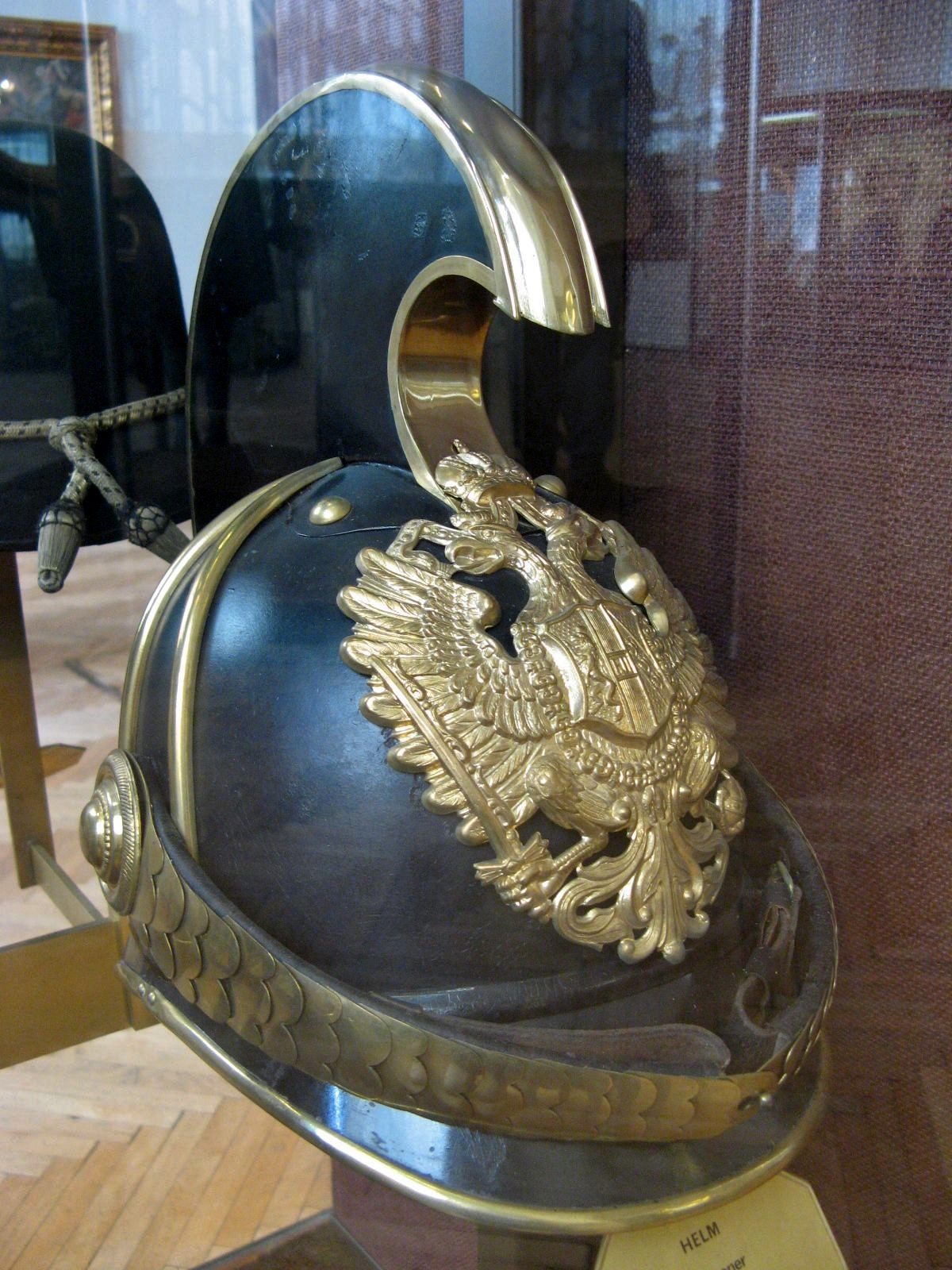
Elmo crestato M.1850 da dragone austriaco, modello da truppa, in cuoio verniciato, con fregio frontale con aquila bicipite in ottone. Veniva conservato in un'apposita custodia di cuoio rigido.

Gli ufficiali di cavalleria erano (e si consideravano di conseguenza) la crema della società asburgica, i migliori rampolli della nobiltà e dell'alta borghesia. Come nel resto dell'Europa, la cavalleria era considerata l'"arma nobile" e la più prestigiosa per un giovane ufficiale. Nei reggimenti di cavalleria, specie quelli dell'Esercito imperiale e regio, si trovavano quindi i più bei nomi della nobiltà, tanto che c'era letteralmente la fila per entrarvi, e solo i più fortunati tra gli ufficiali appena brevettati riuscivano a ottenere un trasferimento a un reggimento di cavalleria k.u.k.: i più dovevano accontentarsi di quelli Landwehr o Honvéd, a seconda di dove risiedevano.
Tutta la cavalleria austroungarica aveva l'uniforme composta da giubba azzurra e pantaloni rossi per tutte le specialità tradizionali, anche se giubba e pantaloni variavano nel taglio tra le diverse specialità. Tutti i reggimenti di cavalleria e di artiglieria a cavallo portavano inoltre un caratteristico berretto a bustina di panno rosso, con la visiera ripiegata sotto la fascia, che portava sulla sommità la regolamentare coccarda metallica con il monogramma dell'Imperatore.

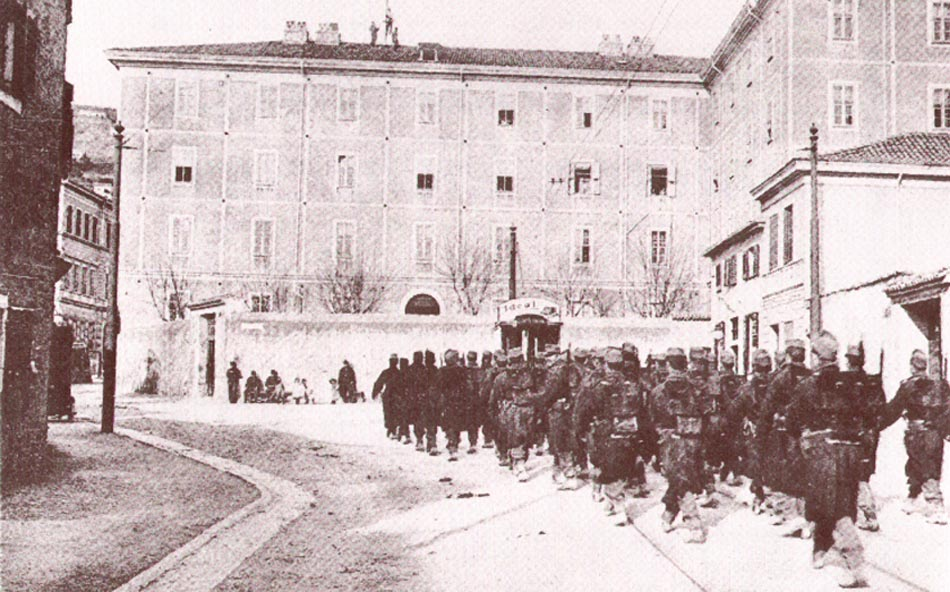
Trieste, 1917: la caserma del 97° k.u.k. Infanterie-Regiment, nel quartiere di Roiano.

I Dragoni inquadravano le reclute di cavalleria dei distretti militari austriaci, detti anche Cisleithani (dell'Esercito comune e della Landwehr). I dragoni, richiamando idealmente così l'origine di fanteria montata del corpo, si distinguevano per la giacca sostanzialmente simile nella foggia a quella della fanteria ma di colore azzurro chiaro, con bavero dritto e paramani nel colore reggimentale, con spalline a cordellina in lana giallo-nera per la truppa e gallone oro-nero per gli ufficiali. Era caratteristico l'alto elmo crestato in cuoio nero, detto Dragonenhelm. I pantaloni erano sempre rossi. L'uniforme dei Dragoni durante la guerra venne ben presto abbandonata perché troppo appariscente e i Dragoni, trasformati in fanteria, adottarono l'uniforme M.10 da campo (vedi sotto) apportandovi alcuni dettagli distintivi.

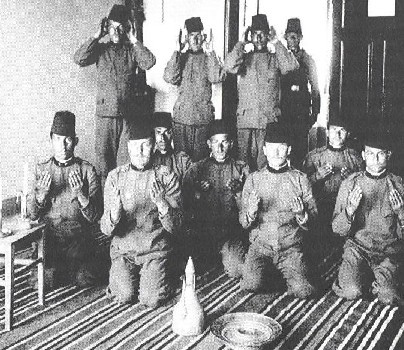
Soldati della Bosnia-Erzegovina, di religione musulmana, durante la preghiera (sala't). Occupata nel 1878 e annessa all'Impero Austro-Ungarico nel 1908, la Bosnia fornì 24 battaglioni di fanteria più uno di Feldjager, pesantemente impegnati sul fronte italiano e su quello russo. Caratteristico era il loro fez di panno rosso, che sul campo divenne grigioverde.

Le truppe di cavalleria reclutate nelle regioni sotto la Corona d'Ungheria erano assegnate ai reggimenti K.u.K. di Ussari. Gli Ussari aggiungevano alla giubba i caratteristici ed elaborati alamari ed indossavano uno sciaccò, a visiera, riccamente gallonato e con una coda di crine di cavallo nera, di foggia e colori differenti per ciascun reggimento, ma sempre con il fregio frontale metallico raffigurante l'aquila bicipite imperiale (a differenza degli Ussari dei reggimenti Honvéd, che portavano il fregio reale ungherese). Alcuni reparti durante il conflitto 1914-18, in luogo della giacca azzurra, ne adottarono una della stessa tinta di quella della fanteria di linea ma sempre provvista dei caratteristici alamari, in gallone grigioverde.
Gli Ulani erano reclutati in Galizia, Boemia e Croazia. Avevano abbandonato la lancia quale arma principale, ma continuavano a mantenere la distintiva czapka, indossavano una giubba azzurra (Ulanka) dal taglio simile a quella dei cacciatori, a un petto chiuso da 12 bottoni scoperti, con colletto e paramani nel colore reggimentale. Anche per gli Ulani i pantaloni erano rossi, e anche per loro con l'inizio delle ostilità nel 1914 l'uniforme tradizionale venne ben presto abbandonata a favore di quella da campo Feldgrau usata da tutte le truppe austro-ungariche: tuttavia, le caratteristiche bustine in panno rosso degli Ulani furono portate, anche in prima linea, fino alla fine della guerra.

### La Gendarmeria
Pur non essendo una componente dell'Esercito Imperiale e Regio in senso stretto, ma una forza armata a sé stante, la Gendarmeria (k.k. Gendarmerie) era regolarmente assegnata alle unità militari a livello divisionale. Vestiva una giubba caratteristica color verde scuro e l'elmo chiodato (Pickelhaube) con l'aquila bicipite. Oltre che da polizia civile locale, fungeva anche da polizia militare e, in funzioni ausiliarie, da polizia politica, esattamente come la Gendarmerie francese e i Reali Carabinieri italiani. I suoi componenti erano selezionatissimi ed era nel complesso molto efficiente e implacabile nell'applicazione delle leggi.
Al seguito delle unità militari era inoltre costituite delle speciali unità di Polizia Militare (Militärpolizei), con gli stessi compiti delle ronde militari italiane: vigilare sull'ordine e la disciplina dei soldati specie durante le tappe e i trasferimenti, prevenire le diserzioni e gli abusi ai danni delle popolazioni locali. I militari addetti portavano come distintivo un bracciale giallo-oro con una striscia nera al braccio sinistro.

### L'uniforme nella prima guerra mondiale

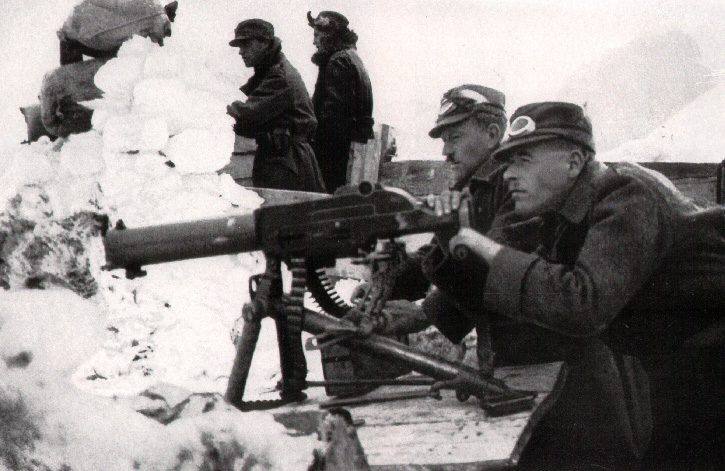
Una squadra mitraglieri dei k.k. Landesschutzen (notare le piume di gallo forcello sul berretto del militare sullo sfondo) ripresi sul fronte delle Dolomiti nel 1917. L'arma è una Schwarzlose M07/12. Nella guerra in montagna, le mitragliatrici piazzate in posizioni-chiave dominarono gli scontri per tutta la durata della guerra.

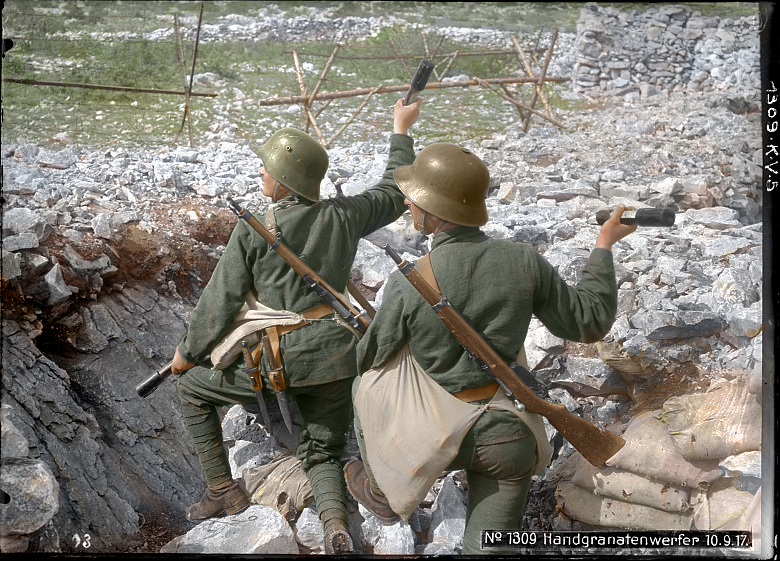
Militari delle Sturmtruppen in addestramento nel 1917. Notare i pugnali da combattimento portati accanto alle baionette, le borse di tela marrone per le bombe a mano e le corte, maneggevoli carabine M95 portate a tracolla, molto più pratiche in trincea del lungo fucile d'ordinanza. Interessante l'elmo Berndorfer, di produzione austriaca, portato dal militare in primo piano, riconoscibile dal suo particolare profilo. Il suo collega porta invece un più comune Stahlhelm M1916 di produzione tedesca.

Alla vigilia della guerra mondiale si scelse di modernizzare ulteriormente l'uniforme e, per motivi di tempo e risparmio, malgrado gli esperimenti avessero suggerito l'adozione di un'uniforme di colore bruno, simile a quello britannico e a quello adottato dall'Ungheria nel dopoguerra, fu estesa a tutte le truppe di fanteria l'uniforme da campo della Landwehr austriaca. In sostanza, a differenza di eserciti come quello britannico o italiano dove la nuova uniforme bruna o grigioverde andava a sostituirsi all'appariscente tenuta ottocentesca, nell'esercito imperiale e regio la nuova uniforme da campo, che riprendeva un modello già in uso, andava ad affiancarsi, e solo per l'impiego in operazioni militari, alla multicolore divisa tradizionale che dal 1916 non fu più distribuita.
Nel 1910, per tutte le truppe fu introdotta una pratica uniforme da campo di colore grigio cenere (Hechtgrau, lett. "grigio luccio") munita di ampie tasche ed un berretto da campo dal disegno pratico e moderno. Era prodotta in panno di lana di buona qualità (che durante la guerra peggiorò molto) ed era composta di giubba a collo chiuso e dritto (Stehkragen) con controspalline amovibili, di cui la controspallina destra presentava all'esterno un rotolo di stoffa cucito strettamente (Schulterrolle) che serviva a impedire che la cinghia del fucile scivolasse. Completava l'uniforme un berretto (Kappe) dello stesso panno e colore, con visiera in cuoio e fascia abbassabile fermata da due bottoni di osso. Sul berretto, alla sommità della cupola, era fissata una coccarda metallica con le cifre imperiali (FJI, cioè Franz Josef I per la Landwehr e l'esercito comune imperiale e regio, IFJ per la Honvéd ungherese). Ai piedi si portavano scarponi di cuoio chiodati (Genadelte Schuhe) e fasce mollettiere. Completava l'uniforme da campo un cappotto (Mantel) di panno di uguale colore, sempre con il Schulterrolle sulla controspallina destra, a un petto per la truppa e a doppio petto per gli ufficiali, con martingala posteriore, e lo zaino in pelle di vitello a cui si agganciavano il cinturone e gli spallacci che sostenevano a loro volta quattro giberne in cuoio per le munizioni, la baionetta e la vanghetta da fanteria. In questo modo tutto l'insieme zaino-cinturone poteva essere comodamente sfilato e indossato.
Già dal 1912 i soldati austro-ungarici avevano ricevuto un nuovo modello di equipaggiamento, cinturone, spallacci e zaino interamente in cuoio marrone molto razionale e pratico, cui si aggiungeva ora un tascapane in tela grigia e una borraccia da 0,6 l in ferro smaltato a fuoco di ottima fattura (i ghiacciai dolomitici spesso restituiscono esemplari in condizioni sorprendentemente buone ancora oggi). Nel 1914 ai soldati di fanteria vennero distribuiti picchetti e teli da tenda, gavette ed equipaggiamento da campo in buona quantità. Sebbene più carico dei suoi avversari russi e italiani, il soldato austro-ungarico era certamente equipaggiato e vestito meglio.
I primi combattimenti dell'estate 1914 falcidiarono l'esercito imperial regio, che perse in pochi mesi molti dei suoi ufficiali e sottufficiali di carriera. Questa ecatombe portò a rendere meno appariscente l'aspetto della truppa, soprattutto della cavalleria con le sue coloratissime uniformi. Gli elmi da Dragone e le Czapka degli Ulani vennero perciò rapidamente muniti di apposite foderine di tela grigia e chi non ne aveva una non esitò a verniciare direttamente l'elmo di grigioverde. Similmente gli sciaccò degli Ussari ungheresi persero il loro trofeo di crine di cavallo e le uniformi blu rutilanti di cordoni dorati diventarono grigioverdi.
Il primo inverno di guerra (1914/15) vide, sul fronte orientale, un florilegio di espedienti contro il freddo non appena ci si accorse che il pastrano di lana non bastava neanche lontanamente a garantire il riparo dal terribile inverno russo. Si foderavano di paglia e carta di giornale gli stivali e i cappotti, e chi poteva si affrettò a procurarsi indumenti caldi nelle località civili del fronte. Successivamente l'Intendenza militare austriaca realizzò e distribuì, durante il 1915, degli indumenti più adatti, in cotone imbottito di cascami di lana, copiati da quelli comunemente usati dai contadini russi.
Nel 1915 fu prodotta una nuova giubba da campo, di colore grigio-verde chiaro, con colletto rivoltato anziché dritto, sempre con le mostrine colorate reggimentali denominata M.15. A parte questo, il taglio dell'uniforme restò pressoché invariato per tutta la guerra essendosi rivelato molto comodo e pratico.
Nel 1916 vennero distribuiti ai reparti di prima linea gli elmi d'acciaio tedeschi (Stahlhelm) M.1916, concepiti molto bene e che fornivano un'ottima protezione generale. Ai lotti di elmi forniti dalla Germania si aggiunsero quelli prodotti in Austria (riconoscibili per il colore della vernice, marrone anziché grigioverde) e un meno diffuso elmo di concezione austriaca, il Berndorfer, che entrò in servizio nel 1917. A detta dei reduci, gli elmi non erano però così diffusi quanto si crede, e in effetti un'analisi delle foto d'epoca mostra che in combattimento solo il 50% dei soldati austro-ungarici li calzava. Ma, sempre secondo i reduci, "erano molto utili sotto la pioggia". Sempre nel 1916 cominciò la distribuzione massiccia di equipaggiamento ersatz (di recupero), imposto dal blocco economico degli Alleati alle Potenze centrali, che stava causando una seria carenza di materie prime: cinture e spallacci in canapa anziché cuoio, baionette senza manico, borracce in latta stagnata e panno, ecc.
Il 1916 vide anche la distribuzione ai reparti combattenti delle maschere antigas, le Lederschutzmaske 1916 di fabbricazione tedesca, senza dubbio il miglior modello di maschera antigas della guerra, in cuoio trattato con filtro a cartuccia separato e intercambiabile che fissò lo standard per tutti i modelli successivi. Contenuta nella custodia cilindrica in metallo, era efficace e affidabile e divenne un accessorio obbligato dato l'uso molto esteso di gas asfissianti da parte di tutti i belligeranti.

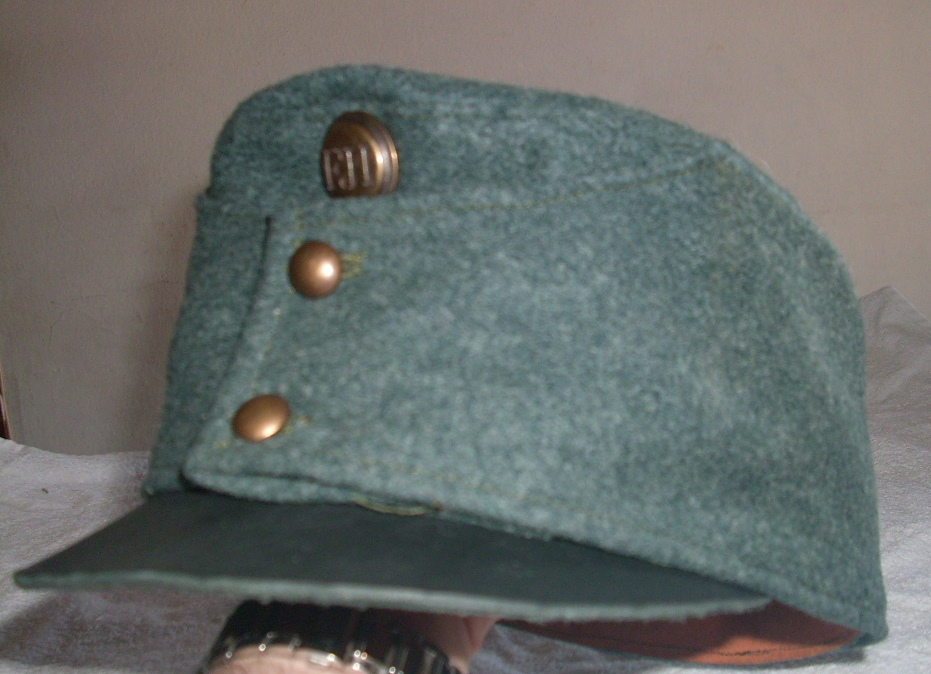
Berretto da campo (Feldkappe) mod. 1910 da fanteria in panno Hechtgrau. I bottoni che chiudono la fascia, abbassabile per coprire le orecchie, sono nel colore dei bottoni della giubba ordinaria e servono perciò a distinguere il reggimento combinati con le mostrine al bavero. la coccarda (Rose) porta le cifre imperiali: FJI per gli austriaci, IFJ per gli ungheresi.

Nel 1917, dopo le moltissime segnalazioni circa la notevole appariscenza dell'uniforme in battaglia, venne adottata una nuova mostreggiatura: furono abolite le mostrine di panno colorato rettangolare, giudicate troppo vistose, sostituite da delle semplici strisce verticali larghe 1 cm da cucire a 10 cm dal bordo del colletto. I distintivi di grado venivano sempre portati sul colletto ma le stellette erano ora in celluloide grigio scuro, meno visibili. Tuttavia le vecchie mostrine rettangolari rimasero in uso fino alla fine della guerra, soprattutto nei reparti di retrovia.
Nel 1917 viene ufficialmente proibito l'uso al fronte delle variopinte uniformi di cavalleria, ma nelle guarnigioni e nelle caserme gli ufficiali di cavalleria continuarono a vestire di rosso e blu fino alla fine della guerra (e in Ungheria anche negli anni successivi).
All'inizio del 1918 la scarsità di materie prime (e in generale di qualsiasi cosa) divenne drammatica: l'esercito austriaco non esitò a utilizzare il panno grigioverde italiano, catturato in grande quantità durante l'offensiva di Caporetto, per confezionare uniformi di cui vi era sempre un grande bisogno: la leva in massa del 1917 aveva alluvionato i reparti di reclute, giovani e anziani. Ne risultò un'uniforme dal taglio tipicamente austriaco (tasche applicate con patta a "zampa d'oca", controspalline, bottoniera scoperta, colletto rivoltato ecc) ma dal colore grigioverde. Ne furono equipaggiate intere divisioni. Lo stesso avvenne per l'equipaggiamento da campo italiano (zaini e tascapane, di cui il Regio Esercito italiano sembrava avere una particolare abbondanza)
La modernità delle soluzioni adottate dall'Austria-Ungheria fu tale che il disegno dell'uniforme e degli accessori venne imitato anche da altri eserciti, ad esempio il disegno del berretto da campo fu imitato dall'esercito tedesco durante la seconda guerra mondiale (Feldmutze M43), la foggia della giubba da campo fu spunto per quella della Wehrmacht (M36 e M40) e di molti stati balcanici.

### Le mostrine
I reggimenti di fanteria si distinguevano fra loro dalla combinazione del colore delle mostrine (Kragenspiegel) cucite sul bavero (dritto) e dei bottoni. Nell'imperiale e regio esercito, infatti, lo stesso colore reggimentale era portato da 4 reggimenti: un reggimento austriaco con i bottoni argentati, un reggimento austriaco con i bottoni dorati, un reggimento ungherese con i bottoni argentati e un reggimento ungherese con i bottoni dorati.
La fanteria leggera (Feldjager e k.u.k. Kaiserjager) portava mostrine verde erba. I Feldjager avevano come distintivo un piccolo corno da caccia sulle mostrine. La fanteria da montagna (k.k. Landesschutzen), aveva anch'essa mostrine verdi fregiate da un edelweiss (di metallo per la truppa e ricamato per gli ufficiali) e in più portava al berretto, sul lato sinistro, un ciuffo di piume di gallo forcello nere e bianche (Spielhahnstoss).
Le mostrine riportavano inoltre i distintivi di grado, costituite da stellette a sei punte di celluloide o metallo per i graduati di truppa, e bordate da un gallone di filo d'alluminio argentato o dorato, per i sottufficiali. Le stellette degli ufficiali erano invariabilmente in canottiglia dorata o argentata (a volte in vero filo d'argento o d'oro). Durante la prima guerra mondiale sulle mostrine vennero riportate anche le insegne di specialità (ad es. aerostieri, automobilisti, mitraglieri, telegrafisti, ciclisti ecc.) che vennero introdotte durante il conflitto.

## Il servizio militare

### Reclutamento
Già dal 1866 era stato inaugurato un sistema di servizio militare obbligatorio per tutta la popolazione dell'Impero che venne definito nel 1868 con una serie di concordati validi per l'Austria e l'Ungheria. Il servizio variava di settore tra l'esercito vero e proprio, la marina, il Landwehr e il Landsturm.
Il totale della durata di formazione era pari a 12 anni:
- 3 anni in linea (servizio attivo)
- 7 anni nella riserva (servizio non attivo)
- 2 anni nel Landwehr (servizio non attivo)

Nel 1917 l'Impero Austro-Ungarico decretò la leva in massa (Landsturm), richiamando in servizio tutti gli uomini abili dai 18 anni (classe di leva 1899) ai 70 (classe di leva 1847).

### Disciplina e addestramento
L'esercito imperiale e regio austro-ungarico era un elemento importantissimo nella coesione dell'Impero. Il servizio militare era obbligatorio ed era impostato per formare non solo ottimi soldati, ma anche (e forse soprattutto) sudditi devoti e fedeli. La figura dell'imperatore era oggetto di devozione in tutte le caserme e i soldati venivano educati molto severamente alla fedeltà al reggimento ed all'Imperatore, il quale godeva peraltro di notevole popolarità in genere.
La fedeltà era presa molto sul serio: il militare che si rivelava sovversivo o che fuggiva dal servizio era punito molto severamente, con ferri e ceppi e, se recidivo, perfino con la morte. Fino al 1866 il regolamento militare prevedeva ancora le frustate e le vergate, e nel 1918 era ancora in uso la legatura. Ufficialmente, la brutalità nei confronti delle reclute era proibita ma di fatto era largamente tollerata, entro certi limiti.
Le reclute erano quasi sempre contadini, robusti e abituati alla vita all'aperto ed al lavoro pesante: le condizioni di vita nell'impero austro-ungarico erano mediamente migliori che nel resto d'Europa e l'istruzione scolastica era veramente obbligatoria per tutti (l'analfabetismo era bassissimo).
La disciplina nell'esercito austro-ungarico era molto severa, ma non più che negli altri eserciti. Ci si sforzava di produrre soldati non solo disciplinati e obbedienti, ma anche capaci e bene addestrati, a differenza di molte altre nazioni, e negli anni precedenti al conflitto la qualità della truppa austroungarica era alta, secondo gli osservatori stranieri.
L'addestramento era meticoloso e durava non meno di 12 ore al giorno per le reclute. Al termine dell'addestramento di base, che durava 4 mesi circa, il soldato di fanteria doveva essere in grado di compiere 40 km di marcia in 8 ore completamente equipaggiato (l'equipaggiamento pesava 30 kg), 1000 metri di corsa in 5 minuti e di conoscere alla perfezione il proprio fucile, col quale doveva colpire una sagoma di dimensioni umane a 300 metri di distanza. I soldati che non soddisfacevano queste caratteristiche venivano assegnati ai servizi ausiliari, mentre i tiratori migliori o i militari più atletici venivano assegnati ai cacciatori (Feldjager) che costituivano l'élite della fanteria.
Quanto alle reclute di cavalleria, già dalla seconda metà del 1800 dovevano seguire lo stesso addestramento della fanteria nell'uso delle armi (che erano le stesse) con in più l'istruzione sui movimenti a cavallo, e sulla cura delle cavalcature e dell'equipaggiamento da sella. L'addestramento alla scherma di sciabola era impartito, ma quello all'uso del fucile era ormai ovviamente molto più importante.
Ovviamente tutti dovevano conoscere alla perfezione tutti gli esercizi e i movimenti in ordine chiuso, con e senza armi. Come si vede, gli standard erano severi e ben superiori alla media del tempo e pressoché gli stessi di oggi.
Almeno due manovre all'anno erano previste, e ai soldati veniva imposta una cura assidua del proprio alloggio e della propria persona. Gli implacabili Feldwebel (marescialli) erano letteralmente il terrore delle reclute e controllavano perfino i chiodi delle suole degli scarponi: le punizioni erano incessanti e consistevano in addestramento notturno, esercizi fisici supplementari, servizio di latrina per le infrazioni più lievi; le mancanze più gravi venivano punite con gli arresti in cella o anche con i ceppi.
L'igiene era scrupolosa, e il servizio sanitario era efficiente e bene attrezzato, gli ospedali militari numerosi. Ciò fu un elemento di grande importanza nel determinare la qualità della truppa. Anche il vitto era ben bilanciato. Complessivamente, le condizioni di servizio erano buone e di solito migliori che negli altri eserciti europei. Vi erano certamente guarnigioni sperdute in desolate lande di frontiera, ma di solito le guarnigioni erano in città di medio-grandi dimensioni e dall'intensa vita culturale (era il periodo del massimo splendore dell'Austria Felix, nel pieno della Belle Époque) e le reclute trovavano generalmente molto stimolante visitare l'Europa centrale e passare 3 anni nelle capitali della cultura e della vita pubblica mitteleuropea (il 90% di essi non era mai uscito dai confini del proprio villaggio).
Dopo un anno di servizio, il militare meritevole veniva mandato ad un corso caporali e promosso Gefreiter (caporale). Se decideva di riarruolarsi alla scadenza dei 3 anni di "naja", poteva essere promosso Korporal (appuntato) e dopo 6 anni di servizio, Zugsfuhrer (sergente). Diventava così comandante di una squadra di 12 uomini (Zug) e poteva far richiesta di essere avviato a una delle diverse scuole sottufficiali (Unteroffizierschule) per un corso di un anno nel quale imparava il mestiere di comandante di plotone. Veniva poi promosso Unterfeldwebel (vicemaresciallo). Il grado di Offizier-Stellvertreter (lett. "sostituto ufficiale", equivalente a maresciallo maggiore o luogotenente) era in linea di massima il più alto a cui un militare di truppa potesse aspirare. Nell'esercito (anzi, "gli eserciti") austroungarico gli incentivi al riarruolamento erano molto attraenti (buona paga, ottime caserme, ottime condizioni di servizio, prestigio dell'uniforme) e ciò garantiva alle forze armate asburgiche un forte corpo di sottufficiali di carriera.

### Il corpo ufficiali
Quanto al corpo ufficiali (Offizierkorps) era un'élite con un fortissimo spirito di corpo, anzi, di casta, poiché erano quasi tutti di estrazione borghese o nobile: ma già dalla metà dell'Ottocento in poi l'Imperatore aveva raccomandato allo stato maggiore generale (Allerhochster Oberbefehl) di immettere "sangue nuovo" nel corpo ufficiali, selezionando i meritevoli in base anzitutto alla devozione alla monarchia e poi in base alla capacità e preparazione, e solo marginalmente in base al censo. Ma poiché la figura dell'ufficiale era considerata la personificazione vivente dell'etica militare, essendo considerati idealmente diretti eredi dei cavalieri medievali asburgici, ad essi era richiesta una condotta esemplare in tutte le circostanze, dominata sempre dall'onore che assurgeva a vera religione, qualunque fosse la loro estrazione. Rigidi regolamenti regolavano nei minimi dettagli il loro comportamento, in tutte le circostanze, anche le più futili, perfino la dote con cui dovevano sposarsi (fissata ad es. in 30.000 Corone per un tenente e il doppio per un capitano). Ogni ufficiale era tenuto a comportarsi secondo rigide regole cavalleresche e vi erano sanzioni severissime per chi contravveniva a tale etica, considerando ciò un delitto molto peggiore di una mancanza in servizio.
Ai gradi da ufficiale si accedeva tramite i corsi dell'Accademia Militare Teresiana (Theresianer Militarakademie), oppure tramite i corsi di complemento, arruolandosi "volontari per 1 anno" (Einjahr-Freiwillige) e poi facendo richiesta di accedere al grado di Kadett (cadetto, cioè "aspirante ufficiale"), ma solo se si era in possesso di un diploma di scuola superiore. Non mancavano quelli provenienti dalla gavetta: in tempo di pace un sottufficiale non aveva nessuna possibilità di essere promosso Leutnant (sottotenente) ma in tempo di guerra invece sì: in molti casi i sottufficiali che si segnalavano per capacità venivano favoriti se si dimostravano meritevoli e la loro nomina a ufficiali veniva raccomandata direttamente dai loro comandanti. Nell'ultimo anno di guerra ciò divenne normale. Ad esempio, il celebre asso dell'aviazione austro-ungarica Josef Kiss era un sottufficiale che venne promosso sul campo Offizier-Stellvertreter, e quando morì in combattimento gli era già stato concesso dai Comandi austroungarici il grado di Leutnant, che gli venne quindi conferito postumo.
La loro professionalità era molto elevata e la loro autorità sulla truppa era assoluta, ma erano tenuti a conoscerne la lingua, a rispettarne le usanze e a dare l'esempio in battaglia. Il loro livello di preparazione era molto alto ma non erano dei rigidi automi: dovevano sì conoscere perfettamente i manuali tattici, ma erano incoraggiati a improvvisare e ad adattarsi elasticamente alle situazioni sul campo, cosa che li differenziava alquanto dai loro colleghi tedeschi, ai quali pensare con la propria testa era rigorosamente vietato.
Va sempre tenuto presente che l'esercito (ovvero tutti e tre gli eserciti) godeva di molto prestigio nella società asburgica. Ogni civile era tenuto a portare rispetto e obbedienza a chiunque portasse un'uniforme (la portavano anche gli studenti) e il trattamento economico dei militari era buono, paragonato alla media europea.

## Armamento
All'atto della sua costituzione, nel 1867 (vedi sopra), l'esercito imperiale e regio era ancora dotato degli obsoleti fucili ad avancarica Lorenz M.1854, nati già vecchi, e la disastrosa guerra del 1866 contro la Prussia dimostrò quanto fossero necessarie armi moderne, sia per la fanteria che per l'artiglieria. Dopo le sconfitte di Sadowa e di Königgrätz, i comandi militari e l'imperatore stesso capirono che le principali conseguenze della cocente sconfitta erano dovute essenzialmente agli armamenti ormai obsoleti e non al passo coi tempi. Immediatamente (1867) vennero quindi introdotti dei fucili a retrocarica ed a cartuccia metallica, che vennero sperimentati per la prima volta sul campo nelle guerre balcaniche, convertendo a retrocarica, con qualche modifica, il vecchio modello "Lorenz".
I fucili di fanteria erano i modelli "Werndl-Holub M1867", "Muster 1854/67" e "Muster 1862/67" ed erano realizzati in Stiria dall'azienda di stato Oesterreichische Waffenfabrik-Gesellschaft di Steyr, che divenne in seguito tra le più grandi d'Europa per la produzione di materiale bellico. Con lo standardizzarsi delle armi di piccolo calibro, vennero prodotte pistole a tamburo di modello M1867, M1873, M1867/77 e M1873/77 impiegate anche dalla marina austro-ungarica, che restarono in servizio fino al 1918.
Tuttavia, le armi a polvere nera e colpo singolo introdotte dopo il 1867 rivelarono pochi anni dopo la loro inferiorità rispetto ai fucili a ripetizione apparsi nell'ultimo quarto dell'800 e lo Stato Maggiore austro-ungarico, verso il 1880, cominciò a richiedere un'arma realmente moderna.

### I fucili a ripetizione Mannlicher

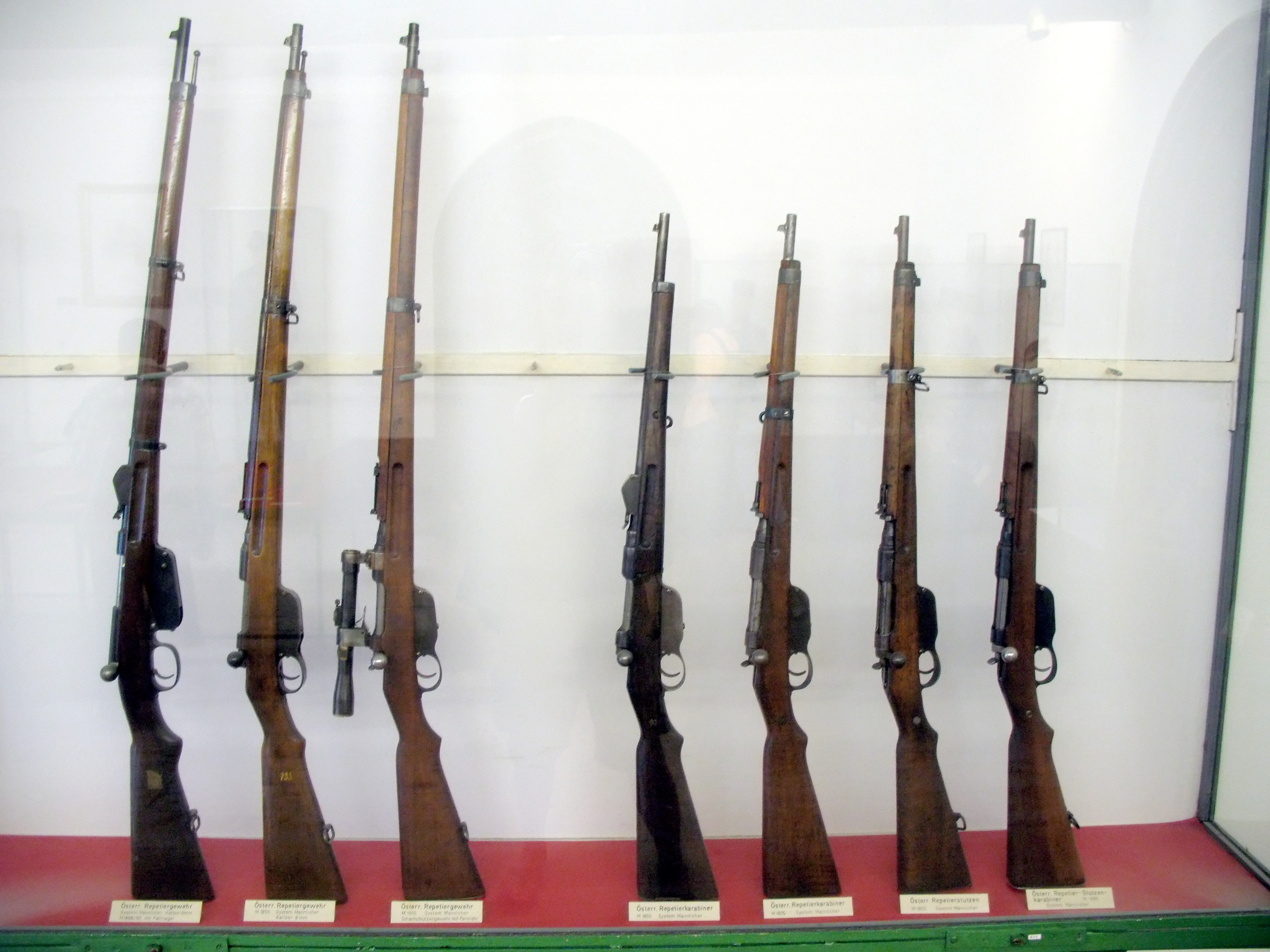
Panoramica dei fucili Mannlicher M.95 nelle varie versioni. Da sinistra a destra: fucile M.90, fucile M.95, fucile M.95 selezionato da tiratore scelto (Repetier-Scharfschutzengewehr) con cannocchiale da 4 ingrandimenti, carabina M.95 da Cavalleria, da Gendarmeria, da Truppe speciali e carabina da montagna (Repetier-Stutzen).

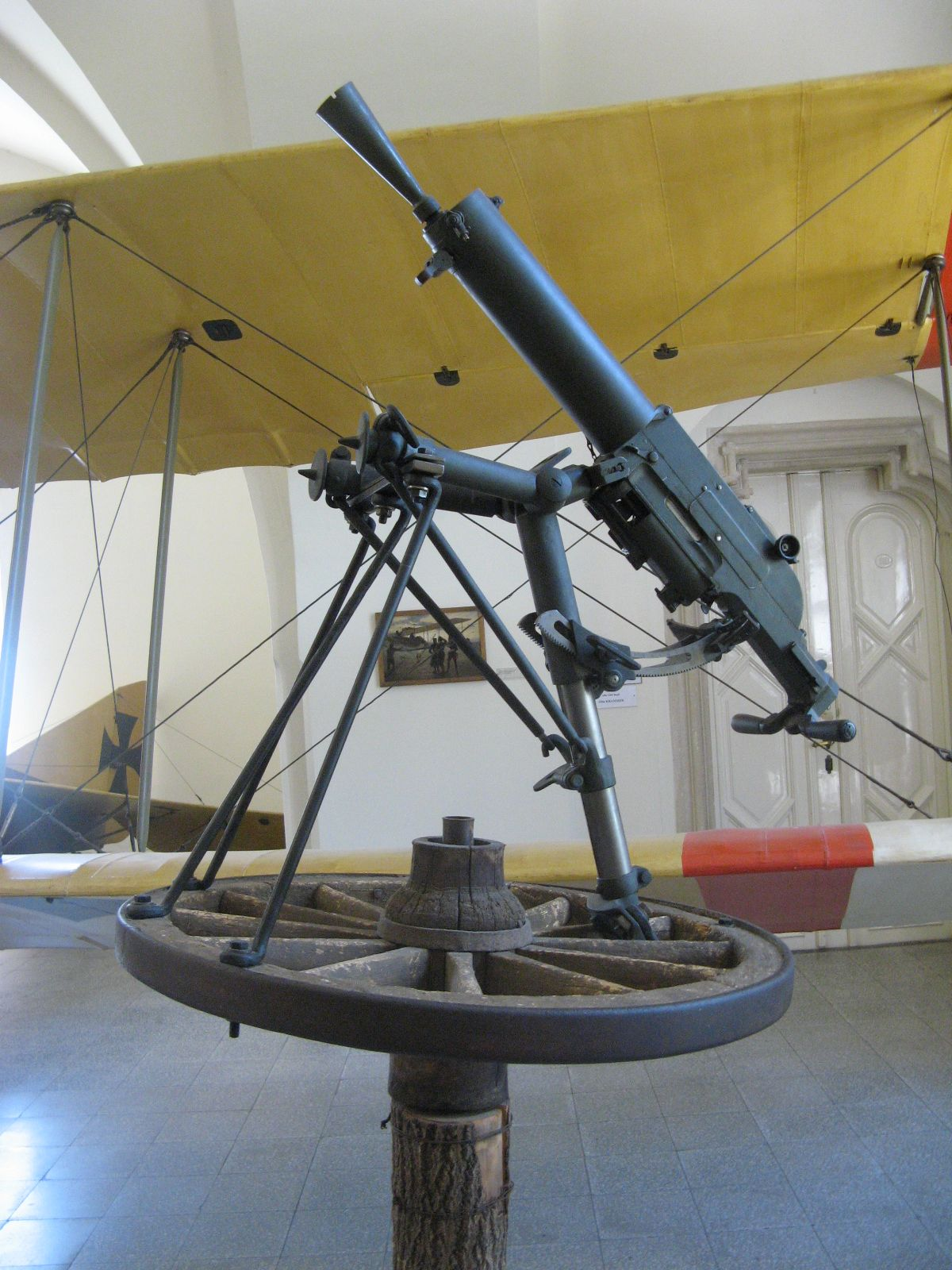
Una mitragliatrice Schwarzlose M07/12, cal. 8x50R, su un'improvvisata piattaforma contraerea. Raffreddata ad acqua, pesante oltre 40 kg completa di treppiede, con una cadenza di tiro di 500 colpi/min e una gittata di 2000 metri, era semplice, robusta e affidabile e restò in servizio nei Balcani fino al 1945.

Sul finire dell'Ottocento Ferdinand Mannlicher sviluppò un sistema di ripetizione manuale per fucili, con otturatore a scorrimento rettilineo, semplice e affidabile, e caricatore a serbatoio fisso atto a contenere 5 cartucce; nel 1886 esso si presentava come la più avanzata arma del settore, rimanendo tale sino alla prima guerra mondiale.
Da questo sistema meccanico (il tipo di caricatore a serbatoio fisso fu adottato anche dall'Italia nel fucile Mannlicher-Carcano mod. 1891) derivò il fucile Mannlicher Repetier-Gewehr ("fucile a ripetizione") M.1888, che fu adottato quale fucile d'ordinanza dalle forze armate austro-ungariche nel 1890. L'adozione di cartucce a polvere senza fumo e alcune lievi modifiche portarono al definitivo M.1895 cal. 8x50R, e le relative versioni carabine (M.95 Repetier-Karabiner), caratterizzate da grande robustezza e affidabilità e dall'elevata rapidità di ripetizione del colpo consentita dal particolare sistema di caricamento e sparo inventato da Mannlicher, in cui l'otturatore richiede solo 2 movimenti (indietro-avanti) per caricare il colpo anziché i classici quattro (apertura-indietro-avanti-chiusura).
Il Mannlicher M.1895 era fabbricato dall'OeWG di Steyr, dalla FEG di Budapest e dalla Škoda di Plzeň e, fino al 1914, era caratterizzato da un'ottima finitura: i fucili prodotti durante la guerra presentano un livello di lavorazione più approssimativo e meno curato anche se i materiali restarono sempre di ottima qualità. Costruito in milioni di esemplari, il M.1895 restò in servizio fino al 1945 e, in alcuni Stati balcanici, anche oltre. Nell'esercito austro-ungarico prestò servizio su tutti i fronti per tutta la prima guerra mondiale, dimostrandosi un'arma precisa e affidabile e dando ottima prova di sé anche nelle condizioni più estreme. Molto apprezzate furono le corte e maneggevoli carabine, che si rivelarono ideali nella guerra in montagna (alcune carabine Mannlicher comparvero in mano a movimenti di guerriglia africani negli anni '70).
Degno di nota è il fatto che l'esercito austro-ungarico, anche sulla base delle traumatiche esperienze della guerra del 1866 contro la Prussia, sviluppò una dottrina tattica dove il tiro mirato, eseguito con la massima precisione possibile, era molto importante. Tutti i manuali militari di addestramento dell'imperiale e regio esercito insistono molto sulla necessità di addestrare meticolosamente le truppe al tiro di precisione a tutte le distanze per sfruttare appieno le potenzialità delle nuove armi Mannlicher (che avevano una gittata massima di 2600 passi, 2000 metri circa, più che doppia rispetto ai modelli precedenti) e in effetti vennero realizzati e distribuiti tutta una serie di accessori per l'addestramento al tiro anche al di fuori del poligono: bersagli in scala, cartucce per il tiro ridotto, adattatori per il tiro a salve ecc.
L'elemento più evidente di tale dottrina tattica è senza dubbio l'elevato impiego dei tiratori scelti da parte dell'esercito imperiale e regio e degli eserciti austriaco e ungherese, durante la prima guerra mondiale, ben più di qualsiasi altro esercito: i tiratori scelti (Scharfschutzen) erano professionisti, quasi sempre sottufficiali, selezionati con grande cura in base all'abilità nel tiro e alla ferrea disciplina. Venivano addestrati con grande scrupolo e dotati di fucili selezionati, con munizioni speciali, non di rado modelli civili da caccia, dotati di cannocchiali da 2,5 o 4 ingrandimenti di produzione austriaca (era la prima volta che venivano realizzate armi con ottica di precisione veramente affidabili ed efficienti), tarati con meticolosa cura. Il loro distintivo era un cordone intrecciato (Schutzenschnur) rosso-oro (fanteria) o verde-oro (truppe da montagna) con due pendenti a ponpon, portato alla spalla sinistra. Sull'efficacia dei tiratori scelti austriaci non ci sono dubbi, poiché tutta la memorialistica e la storiografia della prima guerra mondiale non fa che sottolinearne l'infallibile mira e l'abilità nel mimetismo. I soldati italiani li chiamavano "cecchini", dal nomignolo "Cecco Beppe" con cui era soprannominato l'Imperatore d'Austria Francesco Giuseppe I; e da allora, il termine "cecchino" è diventato sinonimo di "tiratore scelto".

### Pistole e armi da accompagnamento

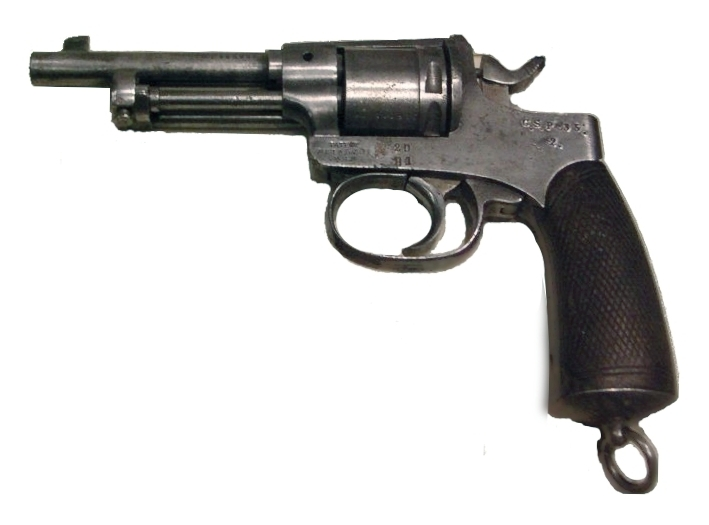
Il revolver Rast&Gasser M1898, cal. 8 x 27 mm. Fu uno dei pochi revolver a 8 colpi, anziché i canonici 6. Era un'arma moderna e ben fatta ed era in dotazione ai sottufficiali ed alla Gendarmeria.

Nel primo decennio del Novecento vennero introdotte anche delle pistole semi-automatiche (Steyr-Roth M1907 e Steyr M1912), piuttosto avanzate e molto ben fatte, in un potente calibro (9 mm x 23 Steyr), assieme alle mitragliatrici del tipo Schwarzlose (modelli m.07, M.07/12, M.16, M.16A), armi molto efficienti e poco costose che vennero prodotte in massa e utilizzate dall'esercito austriaco a partire dal 1907 sino al 1945 e quindi anche ben dopo il crollo della monarchia asburgica. Inoltre, durante il conflitto mondiale, l'imperiale e regio esercito fece ampio uso delle armi catturate agli avversari: ad esempio, nella disastrosa ritirata di Caporetto l'esercito italiano abbandonò, tra l'altro, quasi 300.000 fucili 1891 che gli austriaci prontamente riutilizzarono; e sul fronte orientale l'esercito dello Zar lasciò in mano agli austriaci quasi 500.000 ottimi fucili Mosin-Nagant M1891, con i quali l'esercito imperiale austriaco equipaggiò intere divisioni. Ma vennero acquistate anche molte armi all'estero: in particolare le mitragliatrici danesi Madsen e i moschetti automatici tedeschi MP18, utilizzati dalle Sturmtruppen (truppe d'assalto).
Merita una citazione inoltre il lanciafiamme, utilizzato per la prima volta dall'esercito tedesco nel 1915 e in seguito ampiamente usato anche dall'esercito austro-ungarico (Flammenwerferapparat) sia in modelli portatili, sia in modelli fissi da trincea, usati per difendersi dagli assalti della fanteria avversaria. Si trattò di una delle molte armi "tipiche" della prima guerra mondiale, utilizzata per la prima volta proprio durante il conflitto da tutti i belligeranti. 

### Armi bianche

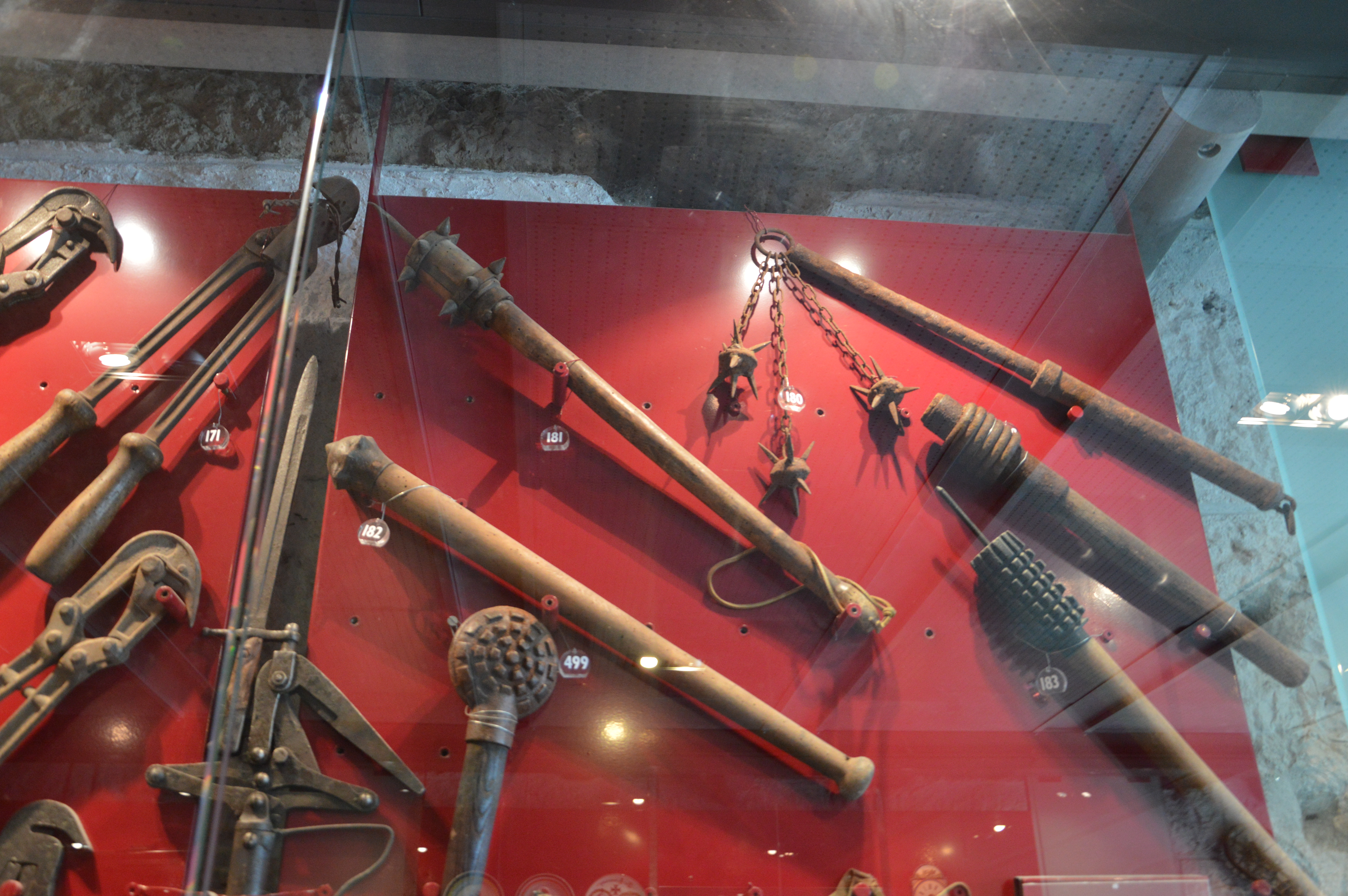
Un campionario di mazze ferrate da trincea della 1ª guerra mondiale, utilizzate da tutte le parti in conflitto. Esistevano modelli d'ordinanza ma spesso i soldati se le fabbricavano da sé nei momenti di pausa. Il loro utilizzo sul fronte italiano da parte delle truppe austro-ungariche, specie ungheresi e croate, fece enorme impressione tra i soldati italiani.

Molto diffuse furono, tra i reparti d'assalto, le celebri mazze ferrate. Erano apparse nel 1914-15 sul fronte occidentale in Francia, e state distribuite ai reparti austroungarici fin dal 1916 come armi "silenziose" per la lotta corpo a corpo durante le incursioni nelle trincee avversarie e negli attacchi e colpi di mano. Il loro primo impiego su larga scala avvenne durante l'attacco del Monte San Michele nel 1916, quando un battaglione d'assalto Honvéd, dopo un intenso bombardamento con gas asfissianti, invase le trincee italiane e senza sparare un colpo eliminò a pugnalate e colpi di mazza centinaia di superstiti. Sebbene fossero ampiamente usate da tutti gli eserciti, e nonostante il fatto che nella lotta corpo a corpo le comuni vanghette da fanteria fossero altrettanto mortali, le mazze ferrate (di cui sono noti molti modelli diversi) divennero nella propaganda di guerra italiana un'arma medievale, barbara, il simbolo della "ferocia del nemico".
Gli assaltatori austroungarici erano dotati di un particolare tipo di pugnale da corpo a corpo (Sturmmesser), ricavato dalla baionetta M.95, con impugnatura in legno e elsa in ferro concava, che si rivelò molto efficace e fu prontamente adottato anche dagli Arditi italiani.
Altrettanto noto è l'esteso uso da parte dei reparti ungheresi e croati Honvéd delle tradizionali asce da guerra ungheresi (Fòkos Balta), arma tipica della cultura magiara di cui i resoconti dell'epoca descrivono l'impressionante efficacia. 

### Le bombe a mano
L'esercito austro-ungarico fece un esteso utilizzo delle bombe a mano, e ne aveva in dotazione una vasta gamma di modelli. Vi erano le bombe a mano munite di manico (Stielhandgranate), che si potevano lanciare a distanze più lunghe, e le bombe a corpo unico. A ogni soldato dei Battaglioni d'assalto (Sturmbataillonen) erano sempre consegnate due borse triangolari da portare appese al collo, con 8 bombe a mano ciascuna. Impiegate in massa, le bombe a mano avevano un effetto terribile negli angusti spazi delle trincee. L'importanza della bomba a mano nella prima guerra mondiale, in cui il comune soldato di fanteria non aveva armi automatiche, era molto grande: si trattava dell'arma di gran lunga più letale a distanza ravvicinata, e tutti i belligeranti ne fecero un ampio uso sia in assalto che in difesa. Speciali distintivi vennero introdotti da conferire ai migliori lanciatori di bombe a mano, e l'istruzione sul lancio delle bombe era parte integrante dell'addestramento militare.
Inoltre erano in dotazione le granate da fucile, che venivano sparate installandone il codolo nella canna del fucile: grazie alla traiettoria molto curva ed alla gittata ben maggiore delle bombe lanciate a mano, furono molto usate nella guerra di trincea.

## Gradi
Per la comparazione coi gradi italiani (qui sotto riportati in grassetto) vedasi la Gazzetta Ufficiale:
| Fanteria | Cavalleria                                                         | Artiglieria                                            | Cacciatori e fanteria da montagna | Mostrina                           | Mostrina della fanteria da montagna |
| --- | ------------------------------------------------------------------ | ------------------------------------------------------ | --------------------------------- | ---------------------------------- | ----------------------------------- |
| Truppa |                                                                    |                                                        |                                   |                                    |                                     |
| Soldat (ted.) Honvéd (ung.) (soldato) | Dragoner / Husar / Ulan                                            | Kanonier                                               | Jäger (Schütze)                   | Reggimento di fanteria 98 e 100    |                                     |
| Gefreiter (ted.) Őrvezető (appuntato) | Gefreiter                                                          | Vormeister Főtűzer                                     | Patrouillenführer Járőrvezető     | Reggimento di fanteria 7/12/83/93  |                                     |
| Sottufficiali |                                                                    |                                                        |                                   |                                    |                                     |
| Korporal (ted.) Tizedes (ung.) (caporale) | Korporal                                                           | Geschütz-Vormeister                                    | Unterjäger                        | Reggimento di fanteria 9/54/79/85  |                                     |
| Zugsführer (ted.) Szakaszvezető (caporal maggiore)                                                                                                  | Zugsführer                                                         | Zugsführer                                             | Zugsführer                        | Reggimento di fanteria 15/34/44/74 |                                     |
| Feldwebel (ted.) Őrmester (ung.) (sergente e sergente maggiore a seconda degli anni di servizio)                                                    | Wachtmeister                                                       | Feuerwerker                                            | Oberjäger                         | Reggimento di fanteria 5/6/13/97   |                                     |
| Kadett-Feldwebel (ted.; dal 1908 Kadett) Kadétőrmester (ung.; dal 1908 Hadapród) (aspirante ufficiale)                                              | Kadett-Wachtmeister (Kadett)                                       | Kadett-Feuerwerker (Kadett)                            | Kadett-Oberjäger (Kadett)         | Reggimento di fanteria 23/43/73/77 |                                     |
| Stabsfeldwebel (ted.) Törzsőrmester (ung.) (maresciallo ordinario, capo o maggiore a seconda degli anni di servizio - distintivo di grado dal 1914) | Stabswachtmeister                                                  | Stabs-Feuerwerker                                      | Stabs-Oberjäger                   | Reggimento di fanteria 11/24/33/51 |                                     |
| Offiziersstellvertreter (aiutante di battaglia - dal 6 giugno 1915) Tiszthelyettes                                                                  | Offiziersstellvertreter                                            | Offiziersstellvertreter                                | Offiziersstellvertreter           | Reggimento di fanteria 37/39/45/80 |                                     |
| Kadett-Offiziersstellvertreter (ted.; dal 1908) Hadapród-Tiszthelyettes (ung.) (aspirante ufficiale)                                                | Kadett-Offiziersstellvertreter                                     | Kadett-Offiziersstellvertreter                         | Kadett-Offiziersstellvertreter    | Reggimento di fanteria 29/94       |                                     |
| Fähnrich (ted.; dal 1908) Zászlós (ung.) (allievo ufficiale)                                                                                        | Fähnrich                                                           | Fähnrich                                               | Fähnrich                          | Reggimento di fanteria 92/94       |                                     |
| Ufficiali inferiori |                                                                    |                                                        |                                   |                                    |                                     |
| Leutnant (ted.) Hadnagy (ung.) (sottotenente) | Leutnant                                                           | Leutnant                                               | Leutnant                          | Reggimento di fanteria 42/59/63/64 |                                     |
| Oberleutnant (ted.) Főhadnagy (ung.) (tenente) | Oberleutnant                                                       | Oberleutnant                                           | Oberleutnant                      | Reggimento di fanteria 47/48/56/60 |                                     |
| Hauptmann (ted.) Százados (ung.) (capitano) | Rittmeister                                                        | Hauptmann                                              | Hauptmann                         | Reggimento di fanteria 36/57/65/66 |                                     |
| Ufficiali superiori |                                                                    |                                                        |                                   |                                    |                                     |
| Major (ted.) Őrnagy (ung.) (maggiore) | Major                                                              | Major                                                  | Major                             | Reggimento di fanteria 3/19        |                                     |
| Oberstleutnant (ted.) Alezredes (ung.) (tenente colonnello)                                                                                         | Oberstleutnant                                                     | Oberstleutnant                                         | Oberstleutnant                    | Reggimento di fanteria 84/96       |                                     |
| Oberst (ted.) Ezredes (ung.) (colonnello) | Oberst                                                             | Oberst                                                 | Oberst                            | Reggimento di fanteria 22/31       |                                     |
| Ufficiali generali |                                                                    |                                                        |                                   |                                    |                                     |
| Generalmajor (ted.) Vezérőrnagy (ung.) (maggior generale)                                                                                           |                                                                    |                                                        |                                   |                                    |                                     |
| Feldmarschalleutnant (ted.) Táborhadnagy (ung.) (tenente generale)                                                                                  |                                                                    |                                                        |                                   |                                    |                                     |
| General der Infanterie (ted.; - dal 1908) Gyalogsági tábornok (ung.) (generale di fanteria)                                                         | General der Kavallerie (generale di cavalleria) Lovassági tábornok | Feldzeugmeister (generale d'artiglieria) Táborszernagy |                                   |                                    |                                     |
| Generaloberst (ted.; dal 22 maggio 1915) Vezérezredes (ung.) (generale d'armata)                                                                    |                                                                    |                                                        |                                   |                                    |                                     |
| Feldmarschall (ted.) Tábornagy (ung.) (maresciallo di campo)                                                                                        |                                                                    |                                                        |                                   |                                    |                                     |

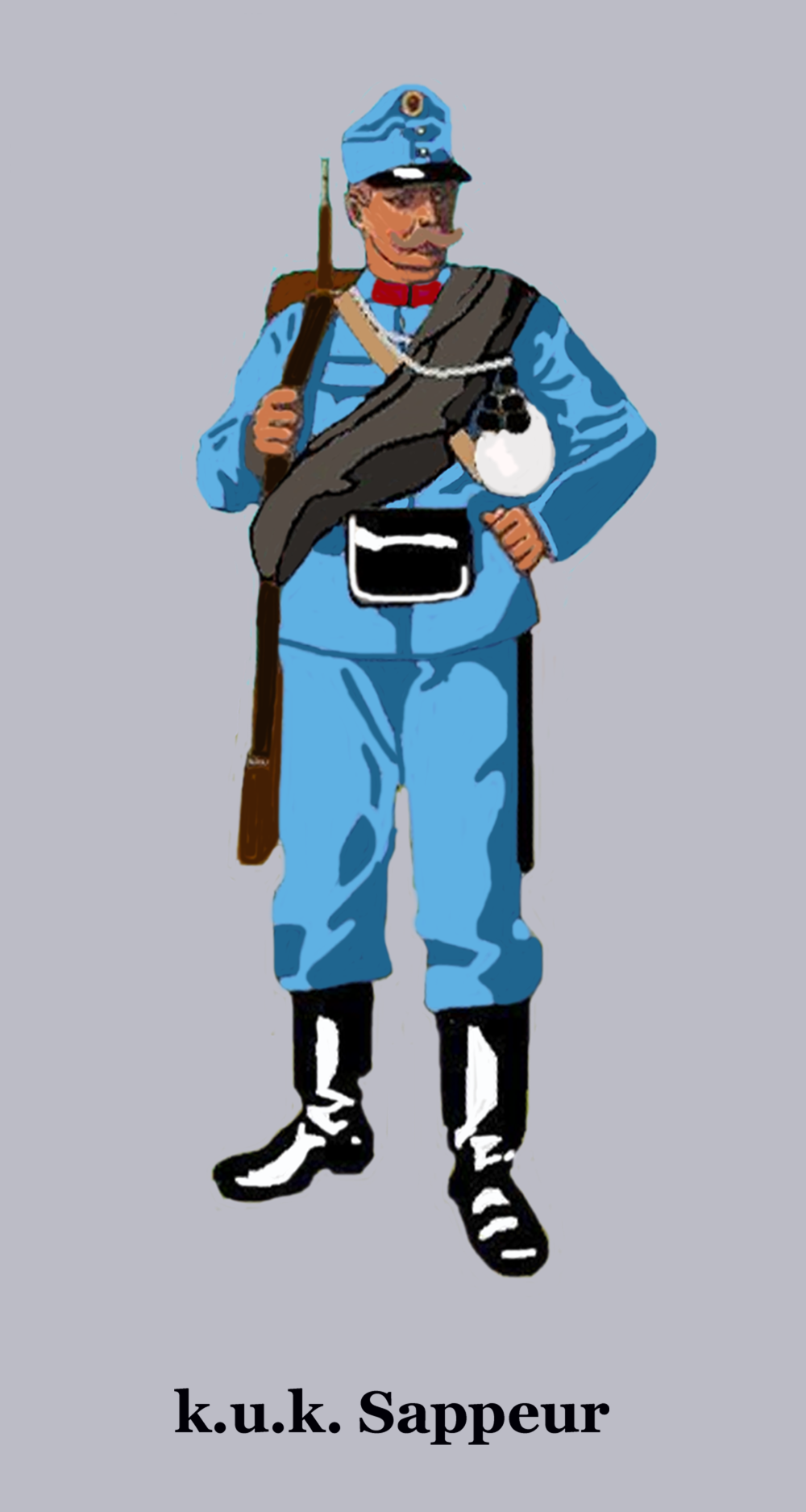
Sappeur (Zappatori)
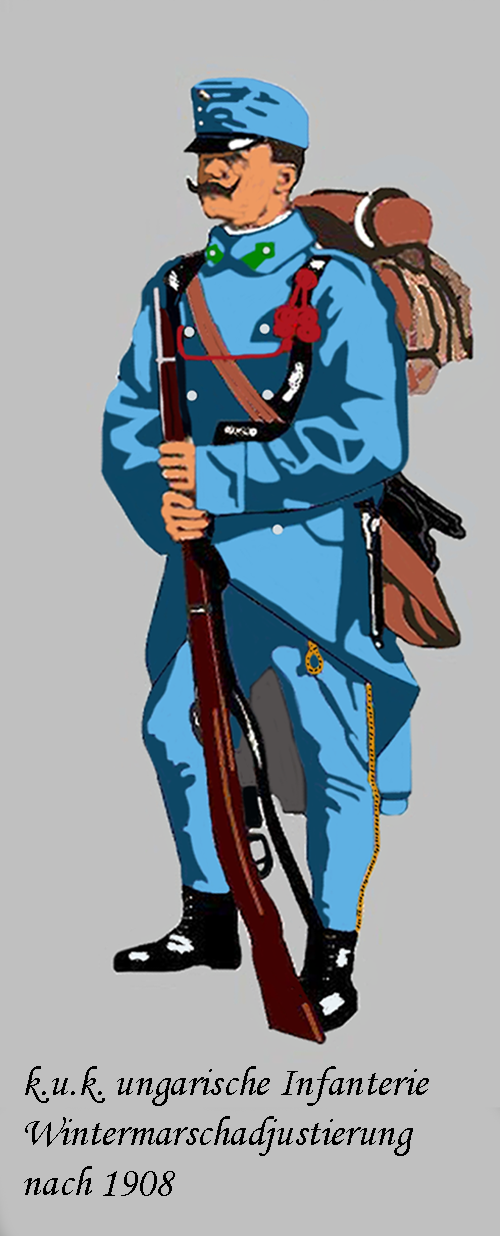
Fanteria ungherese
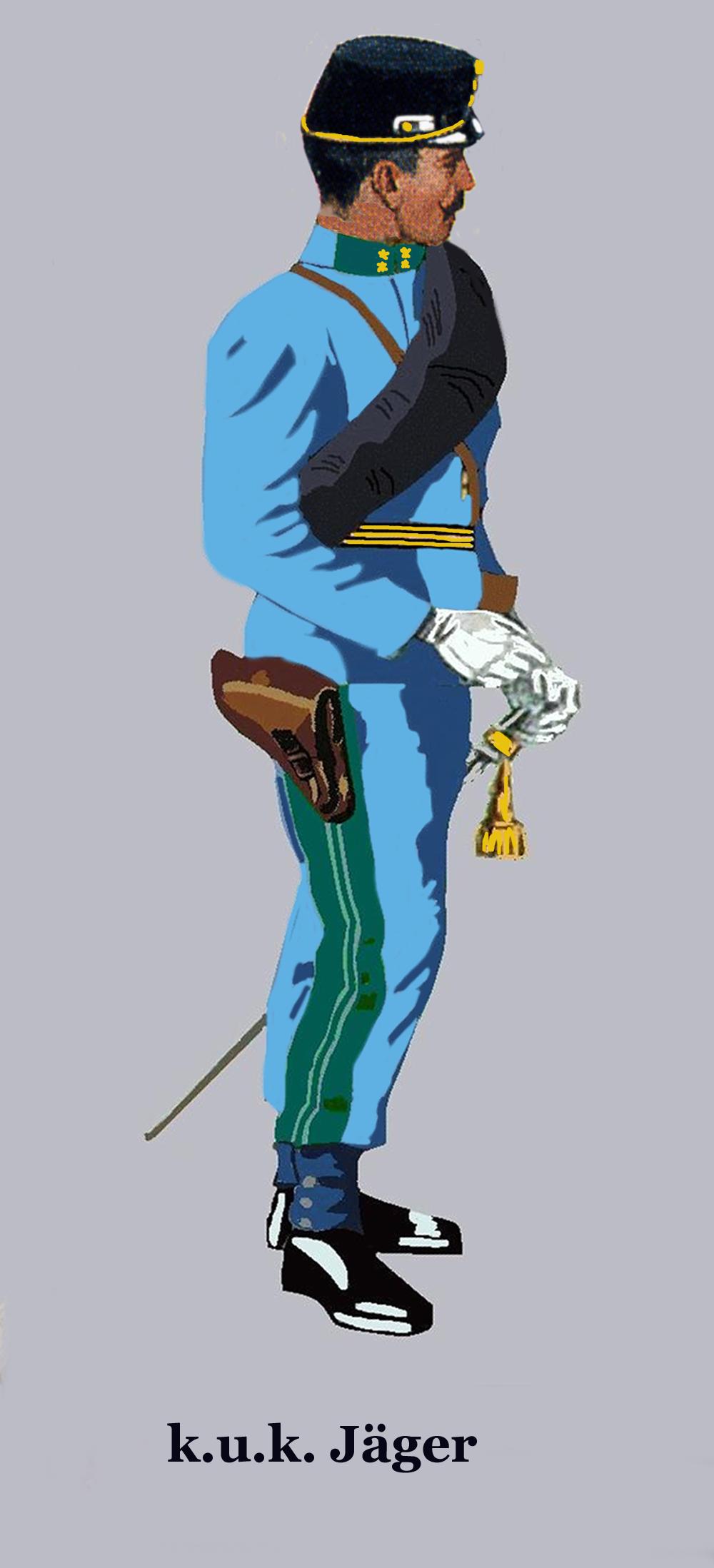
Tenente dei cacciatori
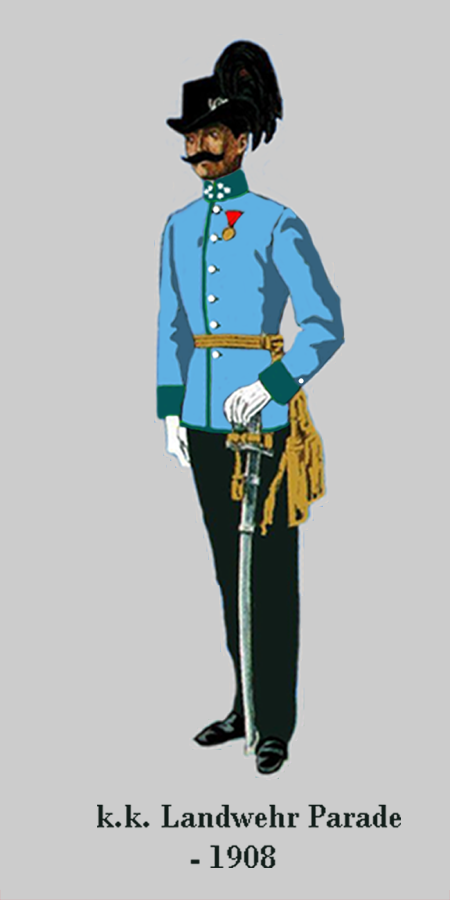
Capitano della k.k. Landwehr